# Armoriale delle famiglie italiane (Dem-Dib)
Questo è l'armoriale delle famiglie italiane il cui cognome inizia con le lettere che vanno da Dem a Dib.

## Armi

### Dem
| Stemma | Casato e blasonatura |
| ------ | --- |
|        | De Macaronis (Roma) D'oro, alla lettera Z maiuscola di rosso, intrecciata alla coda in palo di una stella (12) dello stesso, con un orlo inchiavato d'argento e d'azzurro (immagine dello Stemmario reale di Baviera.) |
|        | De Macharanis (Roma) D'argento, al leone rivoltato d'oro, lampassato di rosso, con un orlo inchiavato d'azzurro e d'oro (immagine dello Stemmario reale di Baviera.) |
|        | De Mafeis (Roma) Troncato: il 1° d'azzurro, al cervo saliente d'oro, uscente dalla troncatura; il 2° d'oro, a tre bande d'azzurro (immagine dello Stemmario reale di Baviera.) |
|        | De Maffei (Cles) aquila bicipite di nero su oro - 3 rose di argento poste in sbarra su azzurro (citato in LEOM) |
|        | De Maffei (Cles) aquila bicipite di nero su oro posta su - campagna di azzurro caricata di 3 rose di argento bottonate di oro poste in sbarra (citato in LEOM) |
|        | De Magarozzis (Roma) (la blasonatura non è stata ancora caricata) (immagine dello Stemmario reale di Baviera.) |
|        | De Magdalenis (Roma) Di rosso, a tre clave d'argento poste in banda e ordinate in palo; alla bordura inchiavata di rosso e d'oro (immagine dello Stemmario reale di Baviera.) |
|        | De Magdalenis (Roma) D'argento, al bue fermo di rosso (immagine dello Stemmario reale di Baviera.) |
|        | De Magistris (Asti, Alba, Monforte, Sardegna, Cagliari) Titolo: conti di Castella, Corteranzo; consignori di Belvedere Inquartato: nel 1° e 4° d'azzurro, al leone d'argento impugnante con la branca destra una scure dello stesso; nel 2° e 3° d'oro, a 2 fasce d'azzurro (citato in Floris e Serra e in DAlena) Inquartato: al 1º e 4º d'azzurro, al leone d'argento, impugnante con la zampa destra un martello, dello stesso; al 2º e 3º d'oro, a due fasce d'azzurro (citato in (18)) leone rampante di argento, tenente con la zampa destra un martello dello stesso, su azzurro - 2 fasce di azzurro su oro (citato in LEOM) Motto: Iuste iudica proximo |
|        | De Magistris (Lecce) Serpente (citato in DAlena) |
|        | De Magistris (Mondovì, Langhe) Troncato, d'azzurro e d'oro al palo del primo alias D'oro, al palo d'azzurro, con il capo del secondo (citato in (18)) |
|        | De Magistris (Monferrato) Titolo: consignori di Corteranzo D'azzurro, alla colomba d'argento, tenente nel becco un ramoscello d'olivo, verde Motto: Bona referet nova (citato in |
|        | De Magistris (Napoli, Rieti, Tricarico) Titolo: nobili troncato 1° d'azzurro all'aquila bicipite di nero, 2° d'oro al caduceo innestato ad un'ancora di nero (citato in (19)) aquila bicipite di nero su azzurro - 2 serpenti di argento affrontati incrociati per 3 volte attorno ad una ancora di nero posta in palo su oro (potrebbe essere parte del caduceo di Mercurio) (citato in LEOM) |
|        | De Magistris (Napoletano) (la blasonatura non è stata ancora caricata) (citato in (22)) |
|        | De Magistris (Roma) (la blasonatura non è stata ancora caricata) (Immagine nell' Archivio Storico Capitolino (PDF) (archiviato dall'url originale il 24 febbraio 2017).) |
|        | De Magistris (Roma) (la blasonatura non è stata ancora caricata) (immagine dello Stemmario reale di Baviera.) |
|        | De Maglio (Roma) (la blasonatura non è stata ancora caricata) (immagine dello Stemmario reale di Baviera.) |
|        | De Magny (Fiesole) D'oro, alla banda d'azzurro, caricata di tre stelle a cinque punte d'argento, e accompagnata in capo a sinistra da una testa di moro al naturale attortigliata d'argento, e in punta a destra da una testa di leone pure al naturale (citato in (16)) |
|        | De Maio (Foggia) (la blasonatura non è stata ancora caricata) (citato in DAlena) |
|        | De Maistre (Nizza, Torino, Casale) Titolo: conti di Caraz, Castelgrana, Pigna D'azzurro, a tre non-ti-scordar-di-me (calendule) d'oro Motto: Hors l'honneur nul souci (citato in (18)) |
|        | De Maistre (Nizza, Savoia, Torino, Parigi) Titolo: conti D'azzurro, a tre calendule d'oro alias D'azzurro, a tre calendule d'oro, con il capo di nero, cucito, carico di una civetta d'argento, posta di fronte Motto: Hors l'honneur nul souci (citato in (18)) |
|        | De Majo e De Majo Durazzo (Napoli, Diano Marina) Titolo: patrizio Napoletano, nobile, duca di S. Pietro, marchese, barone di Pago, conte di Annone d'oro al pino di verde sopra un monte di tre colli dello stesso, con tre uccelli d'argento al capo di Durazzo d'azzurro seminato di gigli al lambello di rosso (citato in (19)) d'oro al pino di verde piantato sulla cima di un monte a tre colli dello stesso, moventi dalla punta, e tre uccellini d'argento annidati sulla cima; al capo di Durazzo d'azzurro seminato di gigli d'oro, al lambello di rosso (citato in (22)) albero di pino di verde nodrito sul monte centrale di 3 monti al naturale di verde uscenti dalla punta su oro - 3 uccelli posti 1,2 di argento sulla cima del pino su oro - capo d'Angiò - Sicilia (citato in LEOM) alias d'oro al pino di verde piantato sulla cima di un monte a tre colli dello stesso, moventi dalla punta, e tre uccellini d'argento annidati sulla cima (citato in (22)) Notizie storiche in Nobili napoletani. |
|        | De Malafede (Roma) Di rosso, a due levrieri controrampanti separati da quattro bisanti posti in palo, il tutto d'oro (immagine dello Stemmario reale di Baviera.) |
|        | De Maleto (Molise) Di rosso alla banda d'oro caricata di una testa di leone di nero (citato in DAlena) |
|        | De Mancinis (Roma) D'azzurro, a due pesci di argento, affrontati in palo (immagine dello Stemmario reale di Baviera.) |
|        | De Mantagus (Roma) (la blasonatura non è stata ancora caricata) (immagine dello Stemmario reale di Baviera.) |
|        | De Manuttis (Roma) D'azzurro, alla sbarra scaccata d'oro e d'azzurro di tre file, bordata d'oro, accompagnata in capo da un crescente rivoltato, posto nel verso della pezza, e in punta da una stella (8), il tutto d'oro (immagine dello Stemmario reale di Baviera.) |
|        | De Marancone (Molfetta) spaccato, nel 1° d'oro pieno, nel 2° fusato d'oro e di nero (citato in ) |
|        | De Marcellinis (Roma) D'azzurro, a sei rose d'argento, poste 3, 2, 1; col capo d'oro, caricato di un'aquila bicipite di nero, lampassata di rosso, nascente, sostenuto da una riga troncata ondata di campo di cielo e d'argento (immagine dello Stemmario reale di Baviera.) |
|        | De Marchi (Netro) Titolo: consignori di Piverone D'azzurro, al leone d'oro, linguato di rosso, alato d'argento, tenente con la zampa destra una stella d'oro e con la sinistra un cartello d'argento con la leggenda PAX TIBI MARCE EVANGELISTA MEUS Motto: Fide et consilio (citato in (18)) |
|        | De Marchi (Asti) D'argento, alla banda d'azzurro, accostata da sei stelle di rosso Motto: Innocentia (citato in (18)) |
|        | De Marchi (Ovada) D'oro, al castello di rosso, torricellato di due pezzi d'argento posti ai lati, aperto dello stesso, con un leone di rosso, nascente fra le due torricelle (citato in (31)) |
|        | De Marchi (Genova) Leone rampante di oro, tenente con le zampe anteriori una canna fogliata di verde posta in palo su banda doppiodentata di argento su azzurro (citato in LEOM) |
|        | De Marchi (Genova) Leone rampante coronato di oro su argento - banda doppiodentata di argento su azzurro (citato in LEOM) |
|        | De Marentini Titolo: visconti di Marentino D'argento, al leone di rosso, tenente una crocetta dello stesso (citato in (18)) |
|        | De Maréschal de Luciane (Billième) Titolo: conti D'oro, alla banda di rosso, carica di tre conchiglie d'argento (citato in (18)) 3 conchiglie di argento su banda di rosso su oro poste nel senso della banda (citato in LEOM) alias Inquartato: al 1° e 4° di Maréschal; al 2° e 3° d'oro, a due lucci addossati, d'azzurro (Luciane) (citato in (18)) alias Partito di Maréschal e di Luciane (citato in (18)) 3 conchiglie di argento su banda di rosso su oro poste nel senso della banda - 2 pesci lucci di azzurro addossati in palo su oro (citato in LEOM) Motto: Assezà temps - Portantur stemmata coelo |
|        | De Marganis (Roma) Bandato d'azzurro e di rosso; col capo d'oro, caricato di un'aquila di nero, coronata del campo (immagine dello Stemmario reale di Baviera.) |
|        | De Marganis (Roma) D'oro, troncato: nel 1° al giglio bottonato di rosso, con la campagna d'azzurro; nel 2° col capo costituito da quattro triangoli di rosso (immagine dello Stemmario reale di Baviera.) |
|        | De Margherita o Demargherita (Cintano, Torino) Titolo: baroni Partito: al 1° d'azzurro, alla pianticella di margherita di tre fiori, al naturale, recisa; al 2° troncato, sopra d'azzurro al gallo al naturale, sormontato da tre stelle d'oro, male ordinate, sotto di rosso, a tre fasce d'oro, contromerlate (citato in (18)) pianticella di margherite fiorita di 3 pezzi al naturale su azzurro - gallo al naturale sormontato da - 3 stelle (5 raggi) di oro poste 1,2 su azzurro - 3 fasce merlate solo inferiormente di oro su rosso (citato in LEOM) |
|        | De Mari (Molise, Napoli, Firenze, America) Titolo: principe di Acquaviva delle Fonti; marchese di Assigliano, Torrepiana Bandato ondato innestato d'oro e di nero (citato in DAlena e in (22)) bandato ondato di oro e di nero (citato in LEOM) Motto: Ad undis ad astra |
|        | De Mari o Mari (Napoli, Tropea, Messina) Titolo: principe di Acquaviva, marchese di Aspigliano e Torrepiana col predicato di Gioia del Colle e Castellaneta, patrizio Napoletano bandato e ondato (innestato ?) di oro e nero Motto: Ab undis ad astra (citato in (19)) Notizie storiche in Nobili napoletani. |
|        | De Mari (Firenze, Napoli) Quattro bande ondate di nero su oro (citato in LEOM) |
|        | De Maria (Molise) D'azzurro, al leone rampante d'oro, coronato dello stesso, tenente nella branca destra un ramo di verde, con una stella d'oro nel canton destro del capo (citato in DAlena) |
|        | De Maria (Luserna) Titolo: consignori di Costigliole Saluzzo Partito, controscaglionato, d'oro e di rosso; con il capo d'azzurro, carico di tre gigli d'oro, male ordinati Motto: Humilté passe tout (citato in (18)) |
|        | De Maria (Alba) Titolo: conti di San Dalmazzo Selvatico Partito, controscaglionato, d'oro e di rosso; con il capo d'azzurro, carico di tre gigli d'oro, male ordinati (citato in (18)) |
|        | De Maria (Casale) D'argento, a tre gigli (?) di verde, fioriti di rosso, nutriti nella punta dello scudo, con un breve d'oro, svolazzante in fascia, carico delle parole Ave Maria, di nero (citato in (18)) |
|        | De Marianna Petra in Notaristefani (Napoli) Leone rampante rivolto di oro su troncato di argento e di rosso testa umana in zampa destra pietra cerchiata di oro in sinistra - 3 stelle (6 raggi) di rosso poste in fascia in alto su argento (citato in LEOM) |
|        | De Marini o Marini (Napoletano) Titolo: principe di Striano, marchese di Genzano D'argento, a tre bande ondate nebulose di nero (citato in (32)) |
|        | De Marinio (Napoli) Sbarra di argento su azzurro - 2 stelle (5 raggi) di oro poste in fascia in alto a sinistra su azzurro - barca al naturale su mare ondato di argento uscente dalla punta a destra su azzurro (citato in LEOM) |
|        | De Marinis (Cava dei Tirreni, Napoli, Roma, Molise) Titolo: nobili col predicato di Ricigliano D'argento, alla fascia di rosso dalla quale nasce un leone sinistrato di rosso mirante tre stelle dello stesso posto nel cantone sinistro del capo e disposte 1, 2; in punta una sirena uscente dal mare, il tutto al naturale (citato in DAlena e in (19)) |
|        | De Marinis (Napoli) Titolo: conti D'azzurro, alla sbarra d'argento, accompagnata da due stelle d'oro al capo, in punta una barca al naturale al mare d'argento (citato in (19)) |
|        | De Marinis (Napoletano) Titolo: principe di Striano; marchese di Genzano D'oro, a quattro bande ondate di nero (citato in (22)) Notizie storiche in Nobili napoletani. |
|        | De Marinis Stendardo (Cava dei Tirreni, Roma) Fascia di rosso su argento - leone rampante nascente dalla fascia rivolto di rosso mirante - 3 stelle (5 raggi) poste 1,2 dello stesso su argento - sirena a 2 code su mare uscente dalla punta tutto al naturale su argento (citato in LEOM) |
|        | De Mario Pacca (Roma) (la blasonatura non è stata ancora caricata) (immagine dello Stemmario reale di Baviera.) |
|        | De Marranis (Roma) Bandato d'azzurro e d'oro, le bande d'oro cariche di tre bande di rosso; col capo d'oro, all'aquila nascente di nero, lampassata di rosso e coronata del campo (immagine dello Stemmario reale di Baviera.) |
|        | De Marsanich (Grobanico (Fiume), Civitavecchia, Roma) Leone rampante coda bifida al naturale tenente con la zampa destra una scimitarra posta in sbarra di argento su terrazzo di verde su azzurro - 2 stelle (8 raggi) di oro poste in fascia in alto su azzurro (citato in LEOM) |
|        | conti De' Marsi (Abruzzo) D'argento, alla fascia di rosso (citato in DAlena) |
|        | De Martini (Asolo) D'azzurro, allo scaglione d'oro, accompagnato in capo da un giglio pure d'oro ed in punta da una torre d'argento merlata alla ghibellina (citato in DAlena) |
|        | De Martini (Ovada) Di rosso, a due spade d'argento impugnate guarnite d'oro, passate in croce di Sant'Andrea; col capo d'azzurro, caricato di un'aquila rivoltata col volo abbassato di nero e coronata d'oro, sostenuto da una fascia dello stesso, caricata di tre gigli d'argento (citato in (31)) |
|        | De Martini (Mattarello) Scaglione di argento su troncato in scaglione di rosso e di azzurro accompagnato da - 3 gigli di oro posti 2,1 (i 2 superiori posti nel senso dello scaglione) tutto su scudetto su - aquila coronata di oro su rosso - 3 api viste di dorso di oro su banda di azzurro su oro (citato in LEOM) |
|        | De Martini (Mattarello) Fascia di argento scanalata solo inferiormente su troncato di oro e di azzurro - scaglione di rosso uscente dalla troncatura traversante - 5 monti ristretti digradanti ai lati di argento il centrale cimato da - aquila di nero su oro - giglio di argento su azzurro in punta (citato in LEOM) |
|        | De Martini (San Zenone degli Ezzelini) Scaglione di oro, accompagnato in capo da - giglio dello stesso - e in punta da torre merlata alla ghibellina di argento tutto su azzurro (citato in LEOM) |
|        | De Martini (Salorno) Cavallo rampante di argento su azzurro - giglio di azzurro su argento (citato in LEOM) |
|        | De Martini (Roma) Tre alabarde di argento, in palo, poste in fascia ficcate in un terrazzo di verde, le lame a sinistra ciascuna cimata da - una stella (6 raggi) di argento - serpente al naturale in fascia tra le aste annodato a quella centrale tutto su azzurro (citato in LEOM) |
|        | De Martinis (Roma) Troncato d'argento e di rosso, a tre rose dell'uno nell'altro, poste 2, 1 (immagine dello Stemmario reale di Baviera.) |
|        | De Martino (Napoli) Titolo: nobile, predicato di Silvi Troncato: 1° d'azzurro, a tre alabarde d'oro, sormontate da tre stelle dello stesso; 2° fasciato d'azzurro e di rosso di otto pezzi (citato in (19)) 3 alabarde di oro in palo poste in fascia lame a sinistra ciascuna cimata da - stella (5 raggi) di oro su azzurro - fasciato di azzurro e di rosso (8 pezzi) (citato in LEOM) troncato: nel 1° d'azzurro a tre alabarde d'oro, sormontate da tre stelle dello stesso; nel 2° fasciato d'azzurro e di rosso di otto pezzi (citato in (32)) Motto: Tutor et ulcisor |
|        | De Martino (Roma, Napoli) Titolo: conte, nobile Troncato: 1° d'azzurro a tre alabarde d'oro, rivoltate, sormontate da tre stelle dello stesso; 2° di rosso, a tre sbarre d'argento (citato in (19)) 3 alabarde di oro in palo uscenti dalla troncatura lame a destra cimate ciascuna da - stella (6 raggi) di oro su azzurro - 3 sbarre di argento su rosso (citato in LEOM) |
|        | De Martino (Roma, Napoli) Titolo: nobile, col predicato di Montegiordano d'argento alla torre al naturale sinistrata da un leone al naturale al capo di un rastrello di rosso (citato in (19)) |
|        | De Martino (Napoli) Titolo: duca di Pietradoro, col predicato di Pietradoro Troncato: 1º d'azzurro a tre alabarde d'oro sormontate da tre stelle dello stesso; 2° fasciato d'azzurro e di rosso di otto pezz Motto: Tutor et ulciscor (citato in (19)) |
|        | De Martino (Molfetta) inquartato, nel 1° spaccato, d'azzurro e d'argento, in A 3 lance d'argento astate di nero e poste in palo, in B 3 bande di rosso; nel 2° partito, d'oro e d'argento, in A un leone di nero, in B 3 fasce ondate di rosso; nel 3° d'oro, a 16 losanghe d'azzurro, disposte 4 per 4; nel 4° d'azzurro, a 3 fasce di rosso Motto: Tutor et ulciscor (citato in molfetta.net :: del Blasone :: introduzione all'Araldica (archiviato dall'url originale l'8 dicembre 2012).) |
|        | De Martino di Montegiordano (Napoli) Torre al naturale accompagnata a destra - da un leone rampante dello stesso su argento - lambello a 3 gocce di rosso in alto su argento (citato in LEOM) |
|        | De Martino di Pietradoro (Roma, Napoli) 3 alabarde in palo poste in fascia di oro su azzurro - 3 stelle (6 raggi) di oro poste in fascia in alto su azzurro - fasciato di azzurro e di rosso (citato in LEOM) |
|        | De Martis (Nuoro) cavallo di argento corrente sopra mare al naturale su rosso - motto "MARS TRUX" in lettere maiuscole di nero su oro in capo (citato in LEOM) |
|        | De Marzi (Roma) D'azzurro, al leone di rosso, tenente con la branca anteriore destra un crescente montante d'argento, accompagnato a sinistra da una stella (8) d'oro (immagine dello Stemmario reale di Baviera.) |
|        | De Mascellis o De Muscellis (Molise) Di rosso alla sbarra d'azzurro, caricata da tre gigli d'oro, la sbarra alata d'oro verso il capo e d'argento verso la punta (citato in DAlena) |
|        | De Masi Tostis (Roma) D'azzurro, al leone d'oro, tenente un tronco di verde, posto in palo; alla bordura di rosso, caricata di 14 bisanti d'oro (immagine dello Stemmario reale di Baviera.) |
|        | De Masotti (Udine, Pozzuolo del Friuli, Tricesimo) Croce latina di rosso fondata su monte a 3 cime al naturale di verde uscente dalla punta su azzurro - sole raggiante di oro a sinistra su azzurro - luna di argento rivolta verso una cometa di oro posta in palo a destra su azzurro (citato in LEOM) |
|        | De Massa Bufalis (Roma) Triangolato d'oro e di rosso, di nove file (immagine dello Stemmario reale di Baviera.) |
|        | De Massa Rotius (Roma) D'azzurro, alla fascia di rosso, caricata di un fascia ristretta ondata d'oro, caricata di un filetto ondato di nero, accompagnata, in capo, da tre gigli d'oro posti fra i quattro pendenti di un lambello di rosso e, in punta, da una zampa d'aquila d'argento, cimata da un semivolo dello stesso (immagine dello Stemmario reale di Baviera.) |
|        | De Massimis (Roma) Partito: nel 1º d'azzurro, a quattro fasce d'argento, alla banda d'oro attraversante; nel 2° d'argento, alla fascia d'azzurro, orlata di rosso, caricata di due campanelle di vaio d'argento, rovesciate in fascia, accompagnata da due leoni di rosso; al palo ristretto d'argento, orlato di rosso, attraversante sulla partizione, caricato di nove campanelle di vaio rovesciate d'azzurro (immagine dello Stemmario reale di Baviera.) |
|        | De Massis (Roma) D'azzurro, a due ferri d'ancoraggio d'argento, posti in decusse, con una rosa di rosso attraversante, accostata da due stelle (8) d'oro (immagine dello Stemmario reale di Baviera.) |
|        | De Mateis (Roma) (la blasonatura non è stata ancora caricata) (immagine dello Stemmario reale di Baviera.) |
|        | De Mateis Berti (Roma) Di rosso, a tre sbarre d'oro (immagine dello Stemmario reale di Baviera.) |
|        | De Matera o Matera (Cosenza) Titolo: patrizio di Cosenza D'argento, alla fascia d'azzurro, caricata di tre conchiglie d'oro (citato in (19)) 3 conchiglie di oro su fascia di azzurro su argento (citato in LEOM) |
|        | De Matre (Roma) D'azzurro, all'aquila spiegata di nero, lampassata di rosso, attraversata da una banda ristretta d'argento (immagine dello Stemmario reale di Baviera.) |
|        | De Matteis (Molise, Sulmona) Titolo: nobili di Sulmona D'oro, alla sbarra d'azzurro, caricata di tre stelle d'oro (citato in DAlena e in (19)) 3 stelle (5 raggi) di oro su sbarra di azzurro su oro (citato in LEOM) |
|        | De Matthaeis (Piemonte, Roma) Titolo: conti Scaccato d'azzurro e d'argento, alla banda d'oro attraversante, con il capo d'oro, carico di un'aquila di nero, rostrate e membrata di rosso, coronata del campo (citato in (18)) Banda di oro su scaccato di azzurro e di argento - capo d'Impero (citato in LEOM) |
|        | De Mattheis (Abruzzo, Barletta, Rutigliano) D'oro, alla sbarra d'argento, caricata d tre stelle del campo (citato in (29)) |
|        | De Mattoni (Karlsbad) Ancora a 2 marre gomenata di azzurro affiancata da - 2 stelle (6 raggi) di azzurro su oro - mascherone di fontana raffigurante una testa di leone in maestà di oro gettante acqua su onde al naturale uscenti dalla punta su rosso (citato in LEOM) |
|        | De Mattoni o Von Mattoni (Torino) 3 mattoni coricati di argento su rosso posti 2,1 - aquila di nero su oro in capo (citato in LEOM) |
|        | De Mattuccis (Roma) Di rosso, al leone troncato d'azzurro e scaccato d'oro e d'argento (immagine dello Stemmario reale di Baviera.) |
|        | De Mattuccis (Roma) Di rosso, al leone bandato ondato d'oro e d'azzurro) (immagine dello Stemmario reale di Baviera.) |
|        | De Mauleon (Linguadoca) Titolo: signori di Casalino e Pisnengo; consignori di Gattieras Di rosso, al leone d'oro (citato in (18)) |
|        | De Mauro (Bari, Rutigliano) Titolo: nobile D'azzurro, alla fascia d'argento, accompagnata da 4 stelle d'oro di 8 raggi, 3 ordinate in fascia nel capo e 1 nella punta (citato in (29)) |
|        | De May o Demay (Villafranca di Nizza, Torino) Titolo: conti D'argento, all'olivo di verde, ombreggiato d'oro, con il capo d'azzurro, carico di tre stelle (8) d'oro (citato in (18)) Albero di olivo di verde ombreggiato (orlato) di oro su argento - 3 stelle (8 raggi) di oro su azzurro poste in fascia in capo (citato in LEOM) Motto: Semper habet unde - Invicto stipite firma |
|        | De Mayo (Vasto) Di (?) al pino fruttifero addestrato da un leone controrampante al tronco, il tutto al naturale (?) (citato in DAlena) |
|        | De Mayo (Napoli, Roma) Titolo: marchese e nobile romano D'oro, al pino di verde sopra un monte di tre colli dello stesso, con tre uccelli d'argento al capo di Durazzo d'azzurro seminato di gigli al lambello di rosso (citato in (19)) |
|        | De Mayo (Napoli) Albero di pino di verde nodrito sul monte centrale di 3 monti al naturale di verde uscenti dalla punta su oro - 3 uccelli posti 1,2 di argento sulla cima del pino su oro - capo d'Angiò - Sicilia (citato in LEOM) |
|        | De' Medici (Toscana) (DE) Innerhalb 1 silbernen Schildbords in Rot 1 erniedrigter goldener Sparren, oben besetzt mit 2 einwärtsgekehrten schreitenden silbernen Vögeln und unten begleitet von 1 schreitenden silbernen Vogel (citato in (23)) |
|        | De Medici (Abruzzo, Napoli) Titolo: Marchesi di Acquaviva e di Fornelli, duca di Miranda D'oro alle cinque palle di rosso poste 2, 2, 1, sormontate da una palla più grossa d'azzurro carica di tre gigli del campo, al capo d'azzurro caricato delle chiavi pontificie, accollate del gonfalone pontificio d'oro (citato in DAlena) d'oro a cinque palle rosse, disposte 2, 2 e 1, accompagnate nel capo da una rotella azzurra caricata di tre gigli d'oro, disposte 2, 1; al capo d'azzurro caricato dal gonfalone pontificio d'oro (citato in (22)) Notizie storiche in Nobili napoletani. |
|        | De Medici (Firenze) 6 palle di rosso su oro poste in orlo (citato in LEOM) |
|        | De Medici (Napoli, Torino) 5 palle di rosso e una di azzurro in alto caricata di 3 gigli di oro posti 2,1 tutte poste in orlo su oro - 2 chiavi una di oro e una di argento incrociate cimate da un gonfalone pontificio di argento su azzurro in capo (citato in LEOM) |
|        | De Medici (Pago, Zara, Sebenico) 6 palle di rosso poste in orlo su argento (citato in LEOM) |
|        | De Medici (Verona) 3 bande di azzurro su argento (citato in LEOM) |
|        | De Medici (Milano) Ippogrifo (o grifo) rampante di verde su fasciato di argento e di azzurro - 3 palle di argento poste 1,2 su azzurro in capo (citato in LEOM) |
|        | De Medici Caula (Modena) Elefante al naturale su terrazzo di verde con gualdrappa scaccata di nero e di argento sostenente torre coperta al naturale dalle cui finestre escono 2 bandiere di rosso su azzurro (citato in LEOM) |
|        | De Medici d'Ottajano (Napoli, Torino) Titolo: principe di Ottajano (Ottaviano), duca di Sarno, duca di Miranda, col predicato di Venafro, di Filignano e di Valle, patrizi napoletani / nobili dei principi di Ottaiano, nobili dei duchi di Sarno, marchese di Acquaviva e di Fornello, patrizi napoletani, col predicato di Colle D'oro, a cinque palle di rosso, disposte 2,2,1 sormontate da una palla più grande d'azzurro, caricata di tre gigli del campo, al capo d'azzurro caricato del gonfalone pontificio d'oro (citato in (19)) D'oro, a cinque palle di rosso, 2, 2, 1, accompagnate in capo da una torta d'azzurro, caricata di tre gigli d'oro; il tutto al capo d'azzurro con il gonfalone pontificio d'oro (citato in (32)) |
|        | De Medico (Sciacca) Di rosso, al castello a tre torri d'argento (citato in Mango) |
|        | De' Melchiori o Della Zuanna (Mezzacorona, Cles, Milano) Leone passante coronato di oro croce latina in destra dello stesso e coda bifida sul nero dell' - interzato in banda di rosso di nero e di rosso - banda di argento su rosso (citato in LEOM) |
|        | De Melinis (Roma) Troncato: il 1° d'argento, alla lettera m minuscola d'oro; il 2° bandato d'oro e d'azzurro; alla fascia di nero attraversante, caricata di un filetto d'argento (immagine dello Stemmario reale di Baviera.) |
|        | De Mellis (Roma) Di rosso, all'albero sradicato di verde, accostato al tronco da due stelle (8) d'oro (immagine dello Stemmario reale di Baviera.) |
|        | De Mendoza (Molise) Di rosso, a cinque cuori d'argento (citato in DAlena) |
|        | De Mente Bona (Roma) Partito: il 1° inquartato in decusse d'azzurro e d'argento; il 2° di rosso, a quattro fasce increspate d'oro (immagine dello Stemmario reale di Baviera.) |
|        | De Mente Bona (Roma) Fasciato increspato d'oro e di rosso di otto pezzi (immagine dello Stemmario reale di Baviera.) |
|        | De Mente Bona (Roma) Fasciato increspato di rosso e d'oro (immagine dello Stemmario reale di Baviera.) |
|        | De Menthon Titolo: consignori di Bastia e Carassone Di rosso, al leone d'argento, con una cotissa d'azzurro, passante sul tutto Motto: Par tout Menthon (citato in (18)) |
|        | De Menutellis (Roma) D'azzurro, alla croce di rosso, accantonata da quattro crescenti montanti d'oro (immagine dello Stemmario reale di Baviera.) |
|        | De Mersi (Trento, Bolzano, Brunico) Istrice passante al naturale su terrazzo di verde su scudetto di oro su - aquila di nero coronata di oro su argento - 2 tralci di vite fogliati di verde fruttati di 2 pezzi di nero in palo posti in fascia su azzurro - palato di rosso e di argento (4 pezzi) (citato in LEOM) |
|        | De Merunder (Molise) (la blasonatura non è stata ancora caricata) (citato in DAlena) |
|        | Demetri (Cesena) (la blasonatura non è stata ancora caricata) (citato in BLCW) Immagine in Blasone Cesenate. |
|        | De Mezzan (Feltre) Leopardo illeonito di argento tenente in destra una spada dello stesso posta in sbarra su scudetto di rosso - parola "TANDEM" in lettere maiuscole di nero su argento nel capo dello scudetto su - aquila di nero su oro - 2 pali doppiomerlati di 3 pezzi di rosso su argento - 3 stelle (6 raggi) di oro su banda di azzurro su argento - accompagnata da 2 lettere di grafica sconosciuta probabilmente A e H maiuscole di nero poste in sbarra (citato in LEOM) |
|        | De Mezzi (Cocconato) Titolo: consignori di Cocconato? D'azzurro, al ponte di pietra di due archi, con la volta e la camminata armata di marmo rosso, gettato sopra un fiume, scorrente fra le sponde a collina e verdeggianti, il ponte sostenente un braccio di carnagione, con la mano chiusa e l'indice alzato, il braccio muovente da una nuvola, il tutto al naturale (citato in (18)) |
|        | De Mezzi (Roma) Ponte arcuato a 2 luci di pietra gettato su un fiume a 2 sponde al naturale uscente dal fianco sinistro e dalla punta destra dello scudo - mano sinistra di carnagione indicante il cielo uscente da una nuvola al naturale posta sul ponte tutto su azzurro (citato in LEOM) |
|        | De Miceli (Palermo) Titolo: Signore di Tenatti, signore della Salina di Nicosia D'azzurro a due sbarre d'oro (citato in (19) e in (30)) |
|        | De Micelli Canti (Roma) Di rosso, a tre aquile partite di nero e d'oro (immagine dello Stemmario reale di Baviera.) |
|        | De Micharellis (Roma) D'azzurro, alla testa di leopardo d'oro (immagine dello Stemmario reale di Baviera.) |
|        | De Michele o Michele (Palermo, Termini Imerese, Burgio) Titolo: barone del Grano, barone San Giuseppe, barone Villaurea, nobile dei baroni Fasciato d'oro e d'azzurro, le fasce caricate da ventuno tortelli o bisanti dell'uno e dell'altro (6, 5, 4, 3, 2, 1) (citato in (19), in Mango e in (27)) 21 palle poste in piramide rovesciata 6,5,4,3,2,1 su fasciato di oro e di azzurro - le azzurre sull'oro e quelle di oro su azzurro (citato in LEOM) Notizie storiche in Famiglie nobili di Sicilia. |
|        | De Michelis (Barcellonetta) Titolo: consignori di Villarbasse Semipartito e troncato: il 1° di rosso, alla cometa d'oro, posta in banda; il 2° fasciato di quattro pezzi d'argento e d'azzurro, ciascuna fascia carica di quattro tortelli, o bisanti, dell'uno nell'altro; al 3° d'oro, a due leoni coronati, di rosso, affrontati Motto: Aequitate et justitia (citato in (18)) |
|        | De Micinellis (Roma) D'azzurro, al bove d'argento brucante le foglie di un palmizio d'oro, nodrito sul terrazzo di verde (immagine dello Stemmario reale di Baviera.) |
|        | Demidoff (Russia, Firenze) Inquartato: l'inquartatura divisa da una croce di nero: nel 1º e 4º di rosso al giglio bottonato di argento; nel 2º e 3º d'argento alla croce di rosso. Sul tutto troncato, colla fascia d'oro attraversante: in capo, d'argento a tre strumenti da minatore, di verde, ordinati in fascia; in punta, di nero al martello d'argento, manicato al naturale Motto: Acta non verba (citato in Vittorio Spreti, vol. II, p. 608) |
|        | Demidoff (Firenze, Fiesole) Troncato: nel 1º d'argento, a tre scaglionetti rintuzzati e scorciati di verde, ordinati in fascia; nel 2º di nero, al maglio posto in palo al naturale; e alla fascia d'oro passata sulla troncatura, caricata dello scudetto di Firenze alias Partito: nel 1º troncato: a) partito cuneato d'oro e di nero, b) d'azzurro, a un martello posto in palo d'argento, e alla fascia d'argento passata sulla troncatura; nel 2º troncato: a) d'argento, al giglio bottonato di rosso, b) d'argento, alla croce di rosso (citato in (16)) |
|        | Demidoff (Firenze) Fascia di oro su troncato di argento e di nero - 3 scaglioni scorciati di verde posti in fascia su argento - piccone al naturale in palo su nero - filetto in fascia di nero su argento - giglio fiorito di rosso su argento - croce di rosso su argento (citato in LEOM) |
|        | De Millano (Biella) Titolo: consignori di Castellengo, Gifflenga D'azzurro, al leone d'argento, fissante una stella dello stesso, posta nel punto destro del capo alias D'azzurro, al leone d'argento, illeopardito, con la zampa destra sormontata da una stella del campo (?) Motto: Hoc virtutis opus (citato in (18)) |
|        | De Mingazzi di Modigliana (Vienna) 3 stelle (6 raggi) di oro su fascia alzata di argento su troncato di oro e di azzurro - aquila di nero coronata di oro su oro - scaglione di oro in punta affiancato da - 2 gigli dello stesso su azzurro - 4 monti ristretti di verde uscenti dalla punta sormontati da - luna di argento su azzurro (citato in LEOM) |
|        | De Miranda (Ariano di Puglia, Napoli) Titolo: nobili D'azzurro alla fenice al naturale mirante il sole in angolo destro, sulla sua immortalità di rosso (citato in (19)) Fenice al naturale sulla sua immortalità di rosso mirante - sole di oro posto nel canton sinistro del capo tutto su azzurro (citato in LEOM, in SPRE (4), in LONI, in STVS (32)) |
|        | De Miribel (Savoia) Inquartato d'oro e di rosso, alla banda d'ermellino alias Inquartato d'oro e di rosso, alla banda d'argento, carica di cinque moscature d'ermellino (citato in (18)) |
|        | De Miro (Napoli, Sorrento, Gragnano) Titolo: marchese di Aieta, nobile dei duchi di Colle Corvino, patrizio di Sorrento Di rosso al leone d'oro al capo d'azzurro, addestrato e sinistrato da tre torri d'argento (citato in (19)) |
|        | De Miro (Napoli) Leone rampante di oro su rosso - giglio di oro 2 torri di argento merlate di 5 pezzi alla guelfa aperte e finestrate di nero su azzurro in capo (citato in LEOM) |
|        | De Miro (Napoli) Leone rampante di oro su rosso - giglio di oro affiancato da 6 torrette di argento su azzurro in capo (citato in LEOM) |
|        | De Moccicijs o Moccia (Gioia del Colle, Rutigliano) Titolo: nobile Si rosso al leone d'oro fasciato d'azzurro (citato in (29)) |
|        | De Mojana (Milano) Fascia increspata di rosso su azzurro accompagnata da - 3 gigli di oro posti 2,1 su azzurro (citato in LEOM) (la blasonatura non è stata ancora caricata) (Immagine nella Raccolta stemmi Topoguz.) |
|        | De Moll (Gries, Mantova, Garda, Nomi) scaglione piegato toccante con la punta il capo dello scudo di oro accompagnato da - 3 stelle (6 raggi) dello stesso poste 2,1 su azzurro (citato in LEOM) |
|        | De Mollaria (Roma) D'oro, allo scorpione di nero (immagine dello Stemmario reale di Baviera.) |
|        | De Montagny (Vaud, Aosta) Titolo: baroni di Brissogne; signori di Montagny, Rhins, Sarre e Chesalet D'oro, a tre pali di rosso, con il capo d'argento alias Palato d'oro e di rosso, con il capo d'argento alias Inquartato, di Montagny e di Sarre, che è d'oro, al castello di rosso, al leone dello stesso illeopardito, passante sulle torri (citato in (18)) |
|        | De Montboissier (Alvernia, Forez) D'oro, seminato di crocette di nero, al leone dello stesso, passante sul tutto (citato in (18)) |
|        | De Monte (Trino) Troncato, al 1° d'azzurro, al leone al naturale (d'oro?), rampante (passante?), al 2° d'oro (?), a tre monti di tre colli, d'argento, 2, 1 Motto: Tempore crescunt (citato in (18)) |
|        | Demonte (Nizzardo) D'azzurro, alla croce pomettata d'oro, caricata in cuore da un'altra crocetta di rosso, trifogliata (citato in (18)) |
|        | De Monte Claro D'argento, al monte di dieci cime di verde (citato in Monti Della Corte) |
|        | De Montel (Milano) Cane rampante buldog testa rivolta di nero collarinato di oro su oro - monte erboso di verde uscente dalla partizione su rosso (citato in LEOM) |
|        | De Montemayor (Napoli, Ancona, Bologna, Firenze) Banda di argento ingolata da - 2 teste di drago di verde attraversanti - 3 fasce di rosso su oro (citato in LEOM) |
|        | De Montesquiou Fezensac (Roma) Partito: nel 1º di rosso; nel 2º d'oro, a due palle di rosso ordinate in palo (Immagine nell' Fezensac.pdf#view=fit&navpanes=1 Archivio Storico Capitolino.) |
|        | De Monteynard (Delfinato) Titolo: signori di Ormea Di vaio, al capo di rosso, carico di un leone d'oro, nascente Motto: Potius mori (citato in (18)) |
|        | De Montholon Semonville (Borgogna, Parigi) Montone passante di oro su azzurro sormontato da - 3 rose di oro poste in fascia in alto su azzurro (citato in LEOM) |
|        | De Montjovet (Valle d'Aosta) Titolo: signori di Montjovet Di nero, al leone d'argento coronato d'oro (citato in (18)) |
|        | De Montmorency D'argento, alla croce di rosso, accompagnata da 16 alerioni d'azzurro (citato in DAlena) |
|        | De Montmorency Laval (Borgo Cornalese, Villastellone) D'oro, alla croce di rosso, accantonata da sedici alerioni, d'azzurro, 4, 4, 4, 4, caricata i cinque conchiglie d'argento (citato in (18)) |
|        | De Morigiis D'oro, alla banda accompagnata da due topi, il tutto di nero (citato in (18)) |
|        | De Morri Peyre (Cuneo, Valenza Po) Titolo: conte di Castelmagno Rombeggiato d'oro e di verde, con il capo del secondo, carico di un leone, del primo, illeopardito (citato in (18)) Losangato d'oro e di verde, al capo di verde, carico di un leone illeopardito d'oro (citato in (26)) alias Inquartato: al 1º e 4º rombeggiato d'oro e di verde, con il capo del secondo, carico di un leone del primo, illeopardito; al 2º e 3º d'argento, alla croce di rosso (Vercelli) (citato in (18) e in (26)) Cimiero: su due elmi affrontati: la figura di Ercole, nascente, rivoltato impugnante con ambo le mani una clava e con il motto (a); a sinistra un grifone nascente con il motto (b) Motto: Mihi adiutor Dominus - Genio optimo sacrum |
|        | De Morri Peyre (Torino) Losangato di oro e di verde - leone passante di oro su verde in capo - croce di rosso su argento (citato in LEOM) |
|        | De Moscha (Roma) Rriangolato in palo d'azzurro e d'oro, al leone dello stesso (immagine dello Stemmario reale di Baviera.) |
|        | De Moschis (Roma) Troncato: il 1° d'oro, all'aquila bicipite di nero, coronata sulle due teste del campo, nascente; il 2° di rosso, allo scettro gigliato d'argento, sostenuto da due leoni dello stesso (immagine dello Stemmario reale di Baviera.) |
|        | De Mucciis de Cechi (Roma) Semipartito: di rosso, al crescente d'argento montante, con la bordura dentata d'azzurro; d'azzurro, a tre leoni di rosso, con cinque stelle (8) d'oro, 3 ordinate in fascia nel capo e 2 ordinate in palo tra i leoni (immagine dello Stemmario reale di Baviera.) |
|        | De Murganis (Roma) D'oro, troncato: nel 1° al giglio bottonato di rosso, con la campagna d'azzurro; nel 2° col capo costituito da quattro triangoli di rosso (immagine dello Stemmario reale di Baviera.) |
|        | Demuro (Donigala-Siurgus, Siurgus, Orroli, Suelli, Serdiana) D'argento, al mastio merlato al naturale sulla punta, sormontato da una quercia Motto: Virtus et robur (citato in Vittorio Spreti, vol. II, p. 608 e in DAlena) |
|        | Demurs o De Muris (Villafranca) Titolo: signori di Clans; consignori di Castellar Di rosso, al muro di nero (citato in (18)) |
|        | De Musso (Molfetta) Inquartato d'azzurro e d'oro Motto: Divina sibi canit et orbi (citato in DAlena e in ) |
|        | De Mustarola (Molise) (la blasonatura non è stata ancora caricata) (citato in DAlena) |
|        | De Mutiana (Roma) (la blasonatura non è stata ancora caricata) (immagine dello Stemmario reale di Baviera.) |
|        | De Mutinis (Roma) Interzato in fascia: il 1° d'azzurro, a due rami d'oro passati in decusse; il 2° fasciato d'oro e d'azzurro, al triangolo di rosso movente dalla punta; il 3° d'oro pieno, col leone dell'uno all'altro, attraversante sui due ultimi punti (immagine dello Stemmario reale di Baviera.) |
|        | De Mutis (Roma) Di rosso, a due mazze d'armi d'argento, passate in decusse, legate in basso d'oro (immagine dello Stemmario reale di Baviera.) |
|        | De Mutis de Peceuri (Roma) D'azzurro, al crescente montante d'argento; con la bordura dentata d'oro (immagine dello Stemmario reale di Baviera.) |

### Den
| Stemma | Casato e blasonatura |
| ------ | --- |
|        | Denabian (Val d'Aosta) Titolo: consignori di Gressoney D'oro, al leone di rosso, nascente da un muro d'argento, merlato alla guelfa, innalzato fino al capo dello scudo alias (D'oro, al leone di rosso, nascente da un muro d'argento, merlato alla ghibellina, innalzato fino al capo dello scudo Motto: In Deo spes mea citato in (18)) |
|        | De Nachic (Zara) castello a 2 torri posto su una isola in un mare tutto al naturale su azzurro il castello finestrato del campo - corona di alloro legata con un nastro tutto di oro su rosso (citato in LEOM) |
|        | Denaglia d'argento allo scaglione di verde caricato di cinque bisanti d'oro e accompagnato da altri tre bisanti cuciti dello stesso (citato in Vittorio Spreti, vol. II, p. 425) |
|        | De Nardis (L'Aquila) Spaccato: nel 1° d'azzurro, nel 2° del medesimo col mare agitato d'argento e d'azzurro attraversato da un pesce al naturale posto in banda e fissante un sole d'oro orizzontale a destra, con la fascia in divisa di rosso caricata di 3 stelle d'argento (citato in DAlena) Spaccato d'azzurro e mareggiato al naturale, alla fascia di rosso, caricata di tre stelle d'argento, attraversante un pesce al naturale posto in banda e mirante il sole d'oro (citato in DAlena) 3 stelle (5 raggi) di argento poste su fascia in divisa di rosso su azzurro - mare fluttuoso di argento e di azzurro uscente dalla punta caricato da un pesce al naturale posto in banda mirante - sole raggiante di oro posto sotto la fascia a sinistra (citato in LEOM) |
|        | De Nardis de Prata (L'Aquila) troncato: nel 1° d'azzurro pieno; nel 2° al mare agitatod'argento e d'azzurro il tutto attraversato da un pesce al naturale posto in banda e guardante un sole d'oro orizzontale a destra con la fascia in divisa di rosso attraversante sopra di esso caricata di 3 stelle d'argento (citato in DAlena) |
|        | De Nardolinis (Roma) (la blasonatura non è stata ancora caricata) (immagine dello Stemmario reale di Baviera.) |
|        | De Narri (Roma) (la blasonatura non è stata ancora caricata) (immagine dello Stemmario reale di Baviera.) |
|        | De Navasquez (Lucca) Interzato in banda: nel 1° di rosso, alla testa di moro al naturale; nel 2° d'oro, a tre destrocheri armati al naturale ordinati nel senso della partizione e impugnanti ciascuno una scimitarra d'argento sormontata da un crescente montante dello stesso; nel 3° d'azzurro, alla bandiera sventolante d'oro, caricata di tre crescenti rivolti di nero ordinati in banda (citato in (16)) |
|        | De Navasquez (Lucca) 3 bracci ristretti destri armati al naturale impugnanti ciascuno con la mano di carnagione una scimitarra su banda di oro posti nel senso della pezza su rosso - testa di moro di profilo al naturale con turbante di argento cimato da luna montante dello stesso in alto a destra su rosso - bandiera posta in palo di argento bifida svolazzante a destra caricata di una luna rivolta dello stesso in basso a sinistra su rosso (citato in LEOM) |
|        | De Navettis (Roma) (la blasonatura non è stata ancora caricata) (immagine dello Stemmario reale di Baviera.) |
|        | De Negri (Alessandria) Troncato, d'argento all'aquila di nero, coronata d'oro, e d'argento, a tre bande di nero (citato in (18)) |
|        | De Negro (Genova) Titolo: marchesi di Mombaruzzo, Murazzano; conti di Gonzole, Stupinigi; signori di Quaranti; consignori di Drosso D'argento, a tre gigli d'azzurro, con il capo di rosso, cuneato alias D'azzurro, a tre gigli d'oro, con il capo del secondo, cuneato di tre pezzi (citato in (18)) |
|        | De' Neri o De' Neri di Castelfranco (Toscana) (DE) In Blau 3 achtstrahlige goldene Sterne, 2:1 gestellt (citato in (23)) |
|        | De Nevâche (Bardonecchia) Titolo: signori di Bardonecchia, Nevâche D'argento, al leone di rosso, con il capo d'azzurro, carico di tre rincontri di vacca, ordinati in fascia, d'oro alias D'azzurro a tre teste di toro, d'oro, cornate d'argento Motto: In Domino confido (citato in (18)) |
|        | De Nicastri (Napoli, Lucera) Titolo: marchese, patrizio di Lucera d'argento con cinque punte di lancia di nero poste in banda, sormontate da un rastrello a cinque punte di rosso (citato in (19)) 5 punte di lancia di nero poste in banda sormontate da - lambello a 5 gocce di rosso tutto su argento (citato in LEOM) |
|        | De Nicastro (Molise) D'argento con cinque punte di lancia di nero, poste in banda, sormontate nel capo da un labello a cinque pendenti di rosso alias d'azzurro al castello d'oro aperto finestrato di nero, a tre stelle di sei punte pure d'oro poste nel capo ed ordinate in fascia (citato in DAlena) |
|        | De Nicola o Nicolò o Nicola (Sicilia) Di rosso ad un cane rampante d'argento collarinato doro (citato in DAlena) di rosso, al cane bracco rampante d'argento, collarinato d'oro (citato in Mango) |
|        | De Nigris (Roma) (la blasonatura non è stata ancora caricata) (immagine dello Stemmario reale di Baviera.) |
|        | De Nigro (Napoletano) (la blasonatura non è stata ancora caricata) (citato in (22)) |
|        | De Niquesa o Noquerol de Niquesa (Napoli) oro pieno - oro pieno in capo - trangla di nero - bordura di rosso caricata di 6 melograni di oro sorridenti di rosso (citato in LEOM) |
|        | De Nisi (Foggia) (la blasonatura non è stata ancora caricata) (citato in DAlena) |
|        | De Nitto de Clemente (Molfetta) d'azzurro, al sole raggiante d'oro accompagnato da 3 stelle dello stesso, 2 in capo e 1 in punta (citato in ) |
|        | De' Nobili (Vezzano, La Spezia) d'oro, a sei torte di rosso (citato in CROL – Vol. II pag. 213) |
|        | De' Nobili (Lucca) D'oro, alla fascia d'azzurro accompagnata superiormente da un cervo al naturale nascente dalla pezza e inferiormente da una sbarra, pure d'azzurro (citato in (16)) |
|        | De' Nobili (Lucca) Di rosso, al leone d'oro tenente con la branca anteriore destra un crescente montante dello stesso (citato in (16)) |
|        | De' Nobili (Lucca) Partito d'azzurro e d'argento, al capo d'oro caricato dell'aquila dal volo spiegato di nero, coronata del proprio campo (citato in (16)) |
|        | De Nobili (Catanzaro, Napoli) Titolo: nobili interzato: 1° d'oro all'aquila bicipite di nero, 2° di rosso al leone passante accompagnato da sei stelle d'oro; 3° d'azzurro a tre bande d'oro (citato in (19)) interzato in fascia di oro di rosso e di azzurro - aquila bicipite di nero su oro - leone passante di oro accompagnato da 6 stelle (6 raggi) dello stesso poste in semicerchio spezzato su rosso - 3 bande di oro su azzurro (citato in LEOM) |
|        | De Nobili (Monte San Giovanni, Trapani) partito: di rosso e d'azzurro, al palo d'argento attraversante, col capo d'oro sostenuto dalla divisa d'argento caricata dall'aquila spiegata di nero, membrata, imbeccata e coronata d'oro (citato in Mango) |
|        | De' Nobili (Toscana) (DE) In Blau 1 silberbordierter und der Figur nach mit goldenen Lilien besäter blauer Schrägbalken (citato in (23)) |
|        | De Nobili (Firenze) d'azzurro, alla banda dello stesso, seminata di gigli d'oro a piombo e bordata dello stesso (Immagine nella Raccolta stemmi Trippini (JPG).) |
|        | De Nobili (Firenze) banda di azzurro seminata di gigli di oro bordata di argento su azzurro (citato in LEOM) |
|        | De Nobili (Lucca, Firenze, Roma, Massa) troncato di oro e semipartito di azzurro e di argento pieni - aquila di nero su oro (citato in LEOM) |
|        | De Nobili (Lucca, Firenze, Roma, Massa) fascia di oro su rosso (citato in LEOM) |
|        | De Nobili (Firenze) 2 cotisse di argento che racchiudono in alto a sinistra - 2 pugnali posti in croce di Sant'Andrea al naturale guerniti di nero tutto su azzurro (citato in LEOM) |
|        | De Nobili (Firenze) 2 cotisse (banda ridotta di spessore) di argento su azzurro - 2 pugnali incrociati di argento manicati di nero posti in alto punte a sinistra su azzurro (citato in LEOM) |
|        | De Nobili di Vezzano (La Spezia, Roma, Nizza Marittima) 6 palle poste in orlo di rosso su oro (citato in LEOM) |
|        | De Nobili di Vezzano (La Spezia, Roma, Nizza Marittima) 6 palle poste in piramide rovesciata di rosso su oro (citato in LEOM) |
|        | De Nobili de Vico (Roma) (la blasonatura non è stata ancora caricata) (immagine dello Stemmario reale di Baviera.) |
|        | De Nobilis (Roma) (la blasonatura non è stata ancora caricata) (immagine dello Stemmario reale di Baviera.) |
|        | De Nobilius (Roma) (la blasonatura non è stata ancora caricata) (immagine dello Stemmario reale di Baviera.) |
|        | Denoff (Cesena) (la blasonatura non è stata ancora caricata) (citato in BLCW) Immagine in Blasone Cesenate. |
|        | De Nordis (Trieste) leone rampante di argento su rosso (citato in LEOM) |
|        | De Nordis (Trieste) leone rampante di oro tenente nella zampa destra una croce latina di nero su rosso (citato in LEOM) |
|        | De Normandis (Molise) (la blasonatura non è stata ancora caricata) (citato in DAlena) |
|        | De Normandis (Roma) (la blasonatura non è stata ancora caricata) (immagine dello Stemmario reale di Baviera.) |
|        | De Notaristefani (Napoli, Massafra) Titolo: Patrizio di Ravello 3 lune rivolte di rosso poste in fascia su argento - 3 stelle (8 raggi) di oro in alto poste 2,1 - cometa posta in palo dello stesso in basso su azzurro (citato in LEOM) |
|        | De Notaristefani (Napoli, Taranto)Titolo: Conte Palatino 3 lune rivolte di rosso poste in palo un sull'altra su argento - 3 stelle (6 raggi) di argento poste 2,1 in capo e - cometa posta in palo dello stesso in basso tutto su azzurro (citato in LEOM) |
|        | De Notaristefani (Napoli, Massafra) Titolo: nobile, duca di Vastogirardi, marchese di Caccavone, patrizio di Ravello, col trattamento di Don e Donna scudo inquartato, nel primo e quarto d'argento a tre crescenti di rosso rivoltati a sinistra e ordinati in palo, partito d'azzurro alla cometa ondeggiante in palo, accompagnata in capo da tre stelle di sei raggi bene ordinate, il tutto d'argento (de Notaristefani); il terzo e quarto spaccato d'argento e di rosso, al leone d'oro rivolto attraversante sul tutto, sormontato da tre stelle a sei raggi poste in fascia, tenente nella branca anteriore destra e per i capelli una testa d'uomo al naturale posta di fronte, e con la sinistra una pietra nera cerchiata d'oro (Petra). (citato in (19))          |
|        | De Novellis (Roma) (la blasonatura non è stata ancora caricata) (immagine dello Stemmario reale di Baviera.) |
|        | Dente (Venezia) (FR) Coupé-enclavé de sable sur argent. (citato in JB Rietstap (archiviato dall'url originale il 18 gennaio 2018).) |
|        | Denti (Roma, Messina) d'argento alla fascia di rosso caricata di tre denti canini al naturale con la punta all'insù, accompagnata in alto dall'aquila di nero coronata d'oro (citato in Vittorio Spreti, vol. II, p. 609) |
|        | Denti d'argento, alla fascia in divisa di rosso, caricata di tre denti falciati d'argento, sostenente un'aquila di nero, membrata, rostrata e coronata d'oro (citato in F. Di Montauto, p. 126) |
|        | Denti o Dente (Palermo, Messina, Milano) Titolo: barone di Raneri, Bibino Magno; duca di Piraino, Alagona e nobile dei duchi; principe di Castellazzo di rosso, a due fasce d'oro, la prima accompagnata da cinque denti dello stesso, 3 e 2 (citato in Vittorio Spreti, vol. II, p. 609 e in Mango e in (27)) di rosso a due fasce d'oro accompagnata da cinque denti d'oro disposti tre a due (citato in (19)) di rosso, con due fasce la prima sormontata da tre denti, e la seconda da due, il tutto di oro (citato in (27)) Corona di duca Notizie storiche in Famiglie nobili di Sicilia. Ulteriori notizie storiche in Famiglie nobili di Sicilia. |
|        | Denti (Cesena) (la blasonatura non è stata ancora caricata) (citato in BLCW) Immagine in Blasone Cesenate. |
|        | Dentice (Napoli, Roma) Titolo: conte di S. Maria Ingrisone; principe di Arecco; marchese troncato: nel 1º d'argento al leone uscente di azzurro accompagnato da sei plinti di rosso coricati, posti in fascia ed ordinati in semicerchio; nel 2º di azzurro a tre stelle di oro disposte 2 e 1 (citato in Vittorio Spreti, vol. II, p. 610) spaccato nel 1° d'argento al leone uscente d'azzurro accompagnato da sei plinti rossi coricati ed ordinati in orlo; nel 2° d'azzurro a tre stelle d'oro, ordinate 2 e 1 (citato in (22)) Notizie storiche in Nobili napoletani. |
|        | Dentice (Napoli, Roma) leone rampante nascente dalla troncatura di rosso su oro - bordura inchiavata di azzurro sulla prima troncatura - 3 stelle (6 raggi) di oro su azzurro in basso poste 2,1 (citato in LEOM) |
|        | Dentice (Molise, Napoli) Titolo: barone di Fornelli; principe di Frasso, San Vito, Crucoli, signor di Torre Annunziata Spaccato: nel 1° d'argento al leone uscente d'azzurro circondato da sei plinti di rosso coricati ed ordinati in orlo; nel 2° d'azzurro a tre stelle d'oro disposte 2, 1 (citato in DAlena) alias D'azzurro al pesce dentice curvo d'oro, con la bordura composta di sedici pezzi d'argento e di rosso (citato in DAlena e in (22)) d'azzurro, al pesce dentice ricurvo d'oro, alla bordura composta di rosso e d'argento di 16 pezzi (citato in (32)) Notizie storiche in Nobili napoletani. |
|        | Dentice Massarenghi (Napoletano) (la blasonatura non è stata ancora caricata) (citato in (32)) |
|        | Dentice Masserenghi (Napoli, Roma) di azzurro al pesce dentice ricurvo d'oro, alla bordura composta di rosso e d'argento di 16 pezzi (citato in Vittorio Spreti, vol. II, p. 610) |
|        | Dentis (Torino) Titolo: conti di Bollengo; consignori di Capriglio, Cavallerleone, Cocconato, Mombello sbarrato d'oro e d'azzurro a 5 denti d'argento, due sulla prima sbarra d'azzurro, 2 sulla seconda, 1 sulla terza; al capo di rosso (citato in Guelfi Camajani, p. 228, in DAlena e in (18)) alias Sbarrato d'oro e d'azzurro, le sbarre d'azzurro cariche di 5 denti d'argento, 2, 2, 1, con il capo d'azzurro, carico di tre stelle d'oro, male ordinate (citato in (18)) Di [...] a cinque zampe di leone, di […], ordinate in decusse (citato in (18)) Motto: Ni deceptus vincitur |
|        | D'Entrèves (Valdigne) Titolo: signori di Entrèves D'argento, al castello sormontato da un sole, il tutto di rosso (citato in (18)) |
|        | De Nuris (Roma) (la blasonatura non è stata ancora caricata) (immagine dello Stemmario reale di Baviera.) |
|        | Denzi (Cesena) (la blasonatura non è stata ancora caricata) (citato in BLCW) Immagine in Blasone Cesenate. |

### Deo
| Stemma                                                                                           | Casato e blasonatura |
| ------------------------------------------------------------------------------------------------ | --- |
|                                                                                                  | De Oculis Bandato di [...] e di [...], con il capo di [...] carico di due occhi, di [...] (citato in (18)) |
|                                                                                                  | Deodati (Firenze) Inquartato di... e di..., alla biscia guizzante in palo attraversante di... (citato in (16)) |
|                                                                                                  | Deodati (Lucca) Partito: nel 1º di rosso, al leone d'oro; nel 2º fasciato di sei pezzi dei due smalti (citato in (16)) |
|                                                                                                  | Deodato (Villarosa, Noto, Messina) troncato: nel 1º d'azzurro; nel 2º d'azzurro, a tre bande d'argento e la fascia in divisa attraversante sulla troncatura (citato in Vittorio Spreti, vol. II, p. 611 e in Mango) |
|                                                                                                  | Deodato (Siracusa, Noto) Titolo: barone di S. Paolo, Ralaggio d'Augusta d'azzurro, con tre bande d'oro, col capo del primo sostenuto da una riga d'oro (citato in (27)) Notizie storiche in Famiglie nobili di Sicilia. |
|                                                                                                  | Deodato (Villarosa) Titolo: Barone; marchese di Camporotondo d'oro, partito da un filetto di nero, al 1º a tre bande di rosso abbassate sotto una fascia ondata d'azzurro; al 2º al pino d'Italia di verde, sradicato, con le radici decussate e ridecussate (citato in Vittorio Spreti, vol. II, p. 611, in Mango e in (27)) Notizie storiche in Famiglie nobili di Sicilia. |
|                                                                                                  | De Ogniberia (Abruzzo) (la blasonatura non è stata ancora caricata) (citato in DAlena) |
|                                                                                                  | De Olmos y Béxar o De l'Olmo (Castiglia) Titolo: signori di Bruino D'oro, all'olmo di verde, da uno dei cui rami pende un elmo, d'azzurro, e da questo, con due cinghie dello stesso, un pavese di rosso, carico di nove rondelle, d'argento (citato in (18)) |
| Déols - La Chastre, Principi di Déols - Duchi de la Chastre - Pari di Francia (Francia - Italia) | Déols - La Chastre (Francia - Italia) Titolo: Principi di Déols - Duchi de la Chastre - Pari di Francia Inquartato: nel 1° e nel 4° d’oro a tre fasce di rosso caricato di un drago del campo, armato e linguato di rosso (Déols); nel 2° e nel 3° di rosso alla croce ancorata di vaio; col capo del campo caricato da una croce d’argento (La Chastre); per eredità, sul tutto, d’azzurro alla banda d’oro caricata di tre bisanti di nero (Biallo) (citato in pag. 466 libro d’oro famiglie nobili e notabili V edizione) |
|                                                                                                  | De Opulo (Lecce, Bari, Rutigliano) interzato in palo: nel 1º di (oro) ad un rampone (al naturale); nel 2º d'azzurro, a due bastoni passati in croce di S. Andrea, e accompagnati nel capo e nella punta a due stelle di sei raggi, il tutto d'oro; nel 3º spaccato: a) d'azzurro, a una stella di 5 raggi d'oro; b) di (rosso) a una fascia di (oro) (citato in (29)) |
|                                                                                                  | De Orchi (Milano) banda doppiomerlata di argento accompagnata da - 2 gigli posti in banda dello stesso su rosso - aquila di nero su oro in capo (citato in LEOM) |
|                                                                                                  | De Orchi (Milano) aquila di oro su rosso - sbarra doppiomerlata ristretta di argento accompagnata in alto a sinistra da - una testa di cane recisa rivolta di nero e a destra in basso da - mano sinistra appalmata sormontata da una palla tutto di argento su verde (citato in LEOM) |
|                                                                                                  | De Orestis (Nizza) Titolo: conti di Castelnuovo; signori di Coarazze; consignori di Cainea Trinciato d'azzurro e d'argento, con tre stelle sulla partizione, dell'uno nell'altro; il 1° punto, al pesce d'oro, squamoso di porpora, posto in banda, il 2° alla mezzaluna di rosso, rivoltata e posta in banda Motto: Tarde sed diu (citato in (18)) |
|                                                                                                  | De Orestis (Cuneo) 3 stelle (5 raggi) poste in banda trinciate di argento e di azzurro su trinciato di azzurro e di argento - pesce di oro posto in banda su azzurro - luna rivolta posta in banda di rosso su argento (citato in LEOM) |
|                                                                                                  | De Osma (Milano) 2 rami di lauro di verde posti in semicerchio incrociati al basso con un nodo di argento su - inquartato di oro e di rosso (citato in LEOM) |
|                                                                                                  | De Osorio Moscoso (Madrid (Spagna)) 2 lupi di rosso passanti un sull'altro su oro - bandato ondato di azzurro e di argento - bordura di rosso caricata di 8 crocette di Sant'Andrea di oro - testa di lupo recisa di nero su argento - bordura di oro caricata da 8 scudetti caricati di un leone rampante di rosso su argento e mantellato di rosso a 2 castelli (3 torri) di oro (citato in LEOM) |

### Dep
| Stemma | Casato e blasonatura |
| ------ | --- |
|        | De Pace (Topogliano, Udine) aquila bicipite di nero coronata su ambo le teste di oro su oro - 3 colombe della pace al naturale rivolte poste un sull'altra su rosso (citato in LEOM) |
|        | De Palinis (Roma) (la blasonatura non è stata ancora caricata) (immagine dello Stemmario reale di Baviera.) |
|        | De Palladinis (Roma) (la blasonatura non è stata ancora caricata) (immagine dello Stemmario reale di Baviera.) |
|        | De Pallis (Roma) (la blasonatura non è stata ancora caricata) (immagine dello Stemmario reale di Baviera.) |
|        | De Pallonis (Roma) Inquartato in decusse d'azzurro e d'argento (immagine dello Stemmario reale di Baviera.) |
|        | De Pallosis (Roma) (la blasonatura non è stata ancora caricata) (immagine dello Stemmario reale di Baviera.) |
|        | De Pallovis (Roma) Gheronato di otto pezzi di rosso e d'oro (immagine dello Stemmario reale di Baviera.) |
|        | De Palma (la blasonatura non è stata ancora caricata) (citato in DAlena) |
|        | De Palogiis (Roma) (la blasonatura non è stata ancora caricata) (immagine dello Stemmario reale di Baviera.) |
|        | De Paloninis (Roma) (la blasonatura non è stata ancora caricata) (immagine dello Stemmario reale di Baviera.) |
|        | De Paluzellis (Roma) (la blasonatura non è stata ancora caricata) (immagine dello Stemmario reale di Baviera.) |
|        | De Pamfiliis (Roma) (la blasonatura non è stata ancora caricata) (immagine dello Stemmario reale di Baviera.) |
|        | De Pando (Scala) D'oro, alla sbarra d'azzurro caricata di tre gigli del campo (citato in DAlena) |
|        | De Pando (Amalfi, Trani, Rutigliano) Titolo: nobile d'azzurro al leone d'oro accompagnato in capo da tre caprioli dello stesso l'uno sull'altro (citato in (29)) |
|        | De Panpuro (Milano) D'argento, al castello di due torri, di rosso, aperto e finestrato del campo, uscente da un fiume d'azzurro, e sormontato da due braccia vestite d'azzurro, tenenti con la mano di carnagione un pane, al naturale (citato in (18)) |
|        | De Pantz (Fonzaso) giglio di oro su nero - 2 pantere rampanti di argento su rosso affrontate alla tedesca (citato in LEOM) |
|        | De Pappagallo (Molfetta) d'argento, al pappagallo al naturale (citato in ) |
|        | De Papparom (Roma) (la blasonatura non è stata ancora caricata) (immagine dello Stemmario reale di Baviera.) |
|        | De Paravexino o Pallavicini ? o Parravicini ? (Novara) D'oro, al capo merlato d'azzurro, carico di otto rose d'oro, 3, 2, 3 (citato in (18)) |
|        | De Parente (Trieste, Roma) leone passante testa rivolta alato di oro su azzurro - fede di carnagione vestita di nero su rosso - gallo di nero su oro - barca di nero imbandierata vagante su mare di verde fluttuoso di argento su argento (citato in LEOM) |
|        | De Paritatis (Roma) (la blasonatura non è stata ancora caricata) (immagine dello Stemmario reale di Baviera.) |
|        | De Particappa (Roma) (la blasonatura non è stata ancora caricata) (immagine dello Stemmario reale di Baviera.) |
|        | De Pasquale e De Pasquale Rodriquez (Lipari, Reggio Calabria) Titolo: barone del Ponte, nobili, trattamento di Don e Donna d'oro, a quattro pali di rosso (Aragona), ed un agnello pasquale d'argento con banderuola dello stesso caricata da una croce rossa sul tutto (citato in (19)) |
|        | De Pasqualibus (Cremona, Acqui Terme) D'argento, alla banda di rosso. (citato in (14) – pag. 430 e in (18)) alias D'argento, alla banda di rosso, con il capo d'oro, carico di un'aquila coronata, di nero (citato in (22)) |
|        | De Patricia (Roma) (la blasonatura non è stata ancora caricata) (immagine dello Stemmario reale di Baviera.) |
|        | De Paule (Pisa) D'argento, al leone di nero, armato e lampassato di rosso (citato in (16)) |
|        | De Paulis (Caivano, L'Aquila, Acerenza) d'oro al leone rampante attraversato da una banda di nero e lampassato di rosso. (citato in G.B. Di Crollalanza, vol. II, p. 207; Italia Sacra vol. VII, p. 51 di Ferdinando Ughelli, Venezia 1721; Gens Catherina de terra Balii di Caterini Carlo. Edizioni Scientifiche Calabresi. Rende 2009) Notizie storiche in Nobili napoletani. |
|        | De Paulis (Vaglio Basilicata, Oppido Lucano) D'Azzurro, torre finestrata aperta sulla quale posa una colomba al naturale. (citato in Gens Catherina de terra Balii di Caterini Carlo. Edizioni Scientifiche Calabresi. Rende 2009) Notizie storiche in Nobili napoletani. |
|        | De Paulis (Velletri) D'azzurro, al monte di tre cime di verde, sulla più alta delle quali posa una colomba al naturale, sormontata da una stella di sette raggi d'oro. (citato in G.B. Di Crollalanza, vol. II, p. 297; Gens Catherina de terra Balii di Caterini Carlo. Edizioni Scientifiche Calabresi. Rende 2009) Notizie storiche in Nobili napoletani. |
|        | De Paulis (Colle Sannita) Partito, nel 1° un braccio impugnante una spada posta in palo con la punta in alto, nel 2° un leone rampante lampassato di rosso, in basso tre stelle d'argento. (citato in Gens Catherina de terra Balii. Caterini Carlo. Edizioni Scientifiche Calabresi. Rende 2009) Notizie storiche in Nobili napoletani. |
|        | De' Pazzi (arme moderna) d'azzurro, seminato di crocette ricrociate e fitte d'oro con due delfini addossati dello stesso, crestati e orecchiuti di rosso attraversanti sul tutto (citato in Guelfi Camajani, p. 214 e in DAlena) |
|        | De' Pazzi o De' Pazzi nei Rucellai (Firenze) 5 crocette di oro trifogliate con il piede aguzzo poste in croce - 2 delfini posti in palo addossati alla crocetta centrale dello stesso tutto su azzurro (citato in LEOM) |
|        | De Pectis o Pecchio o Petti (Vercelli ?) Troncato di rosso e d'oro, con il capo del secondo, carico di un'aquila coronata, di nero (citato in (18)) |
|        | De Peisser (Trento, Romagnano) cane rampante rivolto di argento collarinato e museruolato di oro su scudetto di rosso su - 2 mezze aquile bicipiti uscenti dalla partizione di nero coronate di oro su oro - gruppo di alberi di verde su terrazzo dello stesso uscente dalla punta e dalla partizione su azzurro (citato in LEOM) |
|        | De Pelzel (Trieste) sbarra di rosso bordata di oro su azzurro - ancora di oro in alto su azzurro affiancata da 2 stelle (5 raggi) dello stesso - galera con remi in basso di oro su azzurro (citato in LEOM) |
|        | De Pellegrini Trieste (Asolo) Partito: nel 1° di rosso al leone d'argento; nel 2° d'oro a cinque rose gambute, fogliate di due di rosso, poste due, uno, due. Sul tutto uno scudetto, coronato all'antica, troncato: d'azzurro al sole radiante d'oro nascente dalla troncatura, e di verde Motto: Post tenebras lux (citato in DAlena) |
|        | De Pepulo (Molfetta) scaccato, d'argento e di nero di 6 file Cimiero: una scimmia coronata d'oro e tenente una spada d'argento manicata d'oro Motto: E pur di tue promesse amor mi pasci (citato in ) |
|        | De Perfetti Ricasoli (Firenze) fede di carnagione vestita di rosso posta in banda uscente dai fianchi dello scudo sostenente con le mani una colomba di argento su azzurro - 2 fasce composte di oro e di rosso su azzurro - castello al naturale a una torre su oro nel capo (sul secondo e terzo quarto) (citato in LEOM) |
|        | De Pergolellis (Roma) (la blasonatura non è stata ancora caricata) (immagine dello Stemmario reale di Baviera.) |
|        | De Perris (Dronero) Partito, controfasciato d'azzurro e d'oro (citato in (18)) |
|        | De Pesclo (la blasonatura non è stata ancora caricata) (citato in DAlena) |
|        | De Pesmes Titolo: signori di Bardassano e Tondonito D'azzurro, al gonfalone d'oro (citato in (18)) |
|        | Depetra (Nizzardo) D'oro, al leone di rosso, rampante contro una grande pietra di nero (citato in (18)) |
|        | De Petrillo o De Petrillis (Rutigliano) Titolo: nobile d'azzurro al leone d'oro rampante e linguato di rosso tenente nella branca sinistra un ramo fiorito di verde (citato in (29)) |
|        | De Petris o De Petris Fragianni (Napoli, Castiglione della Pescara) Titolo: marchese di Castiglione della Pescara, patrizio di Bari Partito: nel 1° d'azzurro al piano erboso con la banda d'argento filettata d'oro e caricata da uno scorpione di nero, con una testa bifronte, avente una faccia d'uomo e l'altra di donna, posta nel canton sinistro del capo; nel 2° d'azzurro alla torre al naturale fondata su di un piano di verde e sinistrata e spezzata in due da un leone d'oro (citato in DAlena) partito d'azzurro alla campagna di verde, con la banda d'argento bordata d'oro, caricata di uno scorpione di nero, nel capo di una testa bifronte di uomo a destra e di donna a sinistra (Fragianni) – d'azzurro alla torre al naturale su di un piano verde, spezzata in due parti cadente verso sinistra sostenuta da un leone d'oro (citato in (19)) scorpione di nero visto di dorso su banda di argento bordata di oro posto nel senso della pezza uscente da terrazzo di verde su azzurro - testa bifronte con volto di uomo a sinistra e volto di donna a destra su azzurro in alto a destra - torre al naturale poggiata su un terrazzo di verde spezzata in 2 parti cadente sulla destra sostenuta da - leone rampante di oro tutto su azzurro (citato in LEOM) |
|        | De Petris (Dronero) Partito, controfasciato d'oro e d'azzurro, di otto pezzi (citato in (18)) |
|        | De Peverelli (Firenze) grifo rampante di argento coronato di oro tenente un ramoscello al naturale curvato verso lui stesso su rosso (citato in LEOM) |
|        | De Piccolellis (Ravello, Napoli, Firenze) Titolo: marchese, nobili di Ravello d'azzurro a cinque crescenti d'argento disposti a croce (citato in (19) e in Chiese di Ravello.) 5 lune montanti di argento poste in croce su azzurro (citato in LEOM) alias d'argento alla croce d'azzurro caricata da cinque crescenti del campo (citato in (19)) 5 lune montanti di argento su croce di azzurro su argento (citato in LEOM) |
|        | De Pierleonis (Roma) (la blasonatura non è stata ancora caricata) (immagine dello Stemmario reale di Baviera.) |
|        | De Piex (Abruzzo) (la blasonatura non è stata ancora caricata) (citato in DAlena) |
|        | De Pignier (Savoia (Francia)) albero di pino silvestre di oro uscente dalla punta accompagnato da - 7 stelle (5 raggi) di argento poste in semicerchio - e da 2 lune montanti dello stesso in basso poste in fascia tutto su azzurro (citato in LEOM) |
|        | De Pinedo (Roma) albero di pino italico la chioma divisa in 3 gruppi nodrito su terrazzo erboso sostenuto a destra da - un leone rampante tutto al naturale - il tutto traversante su cometa di oro posta in fascia coda divisa in 3 raggi a destra tutto su azzurro (citato in LEOM) |
|        | De Pino o Delpino ? (Casale ?) D'argento, al pino di verde, sostenuto da un monte di tre cime, di verde, con il capo d'oro, cucito, carico di un'aquila di nero (citato in (18)) |
|        | De Pinto (Molfetta) d'oro, alla banda d'azzurro caricata di 3 rose del campo, e accompagnata da un lambello di 3 pendenti nel capo Motto: Donec pariat (citato in DAlena e in ) |
|        | De Piochet Titolo: baroni di Montjovet D'oro, al capo d'azzurro, carico di un liocorno d'argento, nascente (citato in (18)) |
|        | De Piro (Malta) albero di pero sradicato fruttato di 3 pezzi posti 1,2 al naturale - 2 leoni controrampanti di oro verso il pero - 3 stelle (6 raggi) dello stesso poste in fascia in alto tutto su azzurro (citato in LEOM) |
|        | De Pirusco (Roma) (la blasonatura non è stata ancora caricata) (immagine dello Stemmario reale di Baviera.) |
|        | De Pisccis (Roma) (la blasonatura non è stata ancora caricata) (immagine dello Stemmario reale di Baviera.) |
|        | De Pischis (Roma) (la blasonatura non è stata ancora caricata) (immagine dello Stemmario reale di Baviera.) |
|        | De Pisciani Santi (Roma) (la blasonatura non è stata ancora caricata) (immagine dello Stemmario reale di Baviera.) |
|        | D'Episcopi (Molfetta) Trinciato, inchiavato d'oro e di rosso (citato in ) |
|        | De Pisonis (Roma) (la blasonatura non è stata ancora caricata) (immagine dello Stemmario reale di Baviera.) |
|        | De Pizzis (Abruzzo) (la blasonatura non è stata ancora caricata) (citato in DAlena) |
|        | De Plaisant (Firenze) interzato in fascia di oro pieno di azzurro e di rosso - torre a 2 palchi di rosso merlata alla guelfa su scudetto ovale di argento bordato di oro affiancato da 2 stelle (8 raggi) dello stesso su azzurro - monte a 3 cime di oro uscente dalla punta su rosso (citato in LEOM) |
|        | De Planellis (Sicilia) di rosso, alla lupa passante d'oro, addestrata da un giglio dello stesso, sinistrata da una rosa d'argento (citato in Mango) |
|        | De Plèoz (Nus, Aosta) Titolo: conti di Villanova Solaro; consignori di Arvier, St. Georges e Introd Di nero, a tre scaglioni d'argento, accompagnati da tre rose dello stesso, bottonate d'oro, lo scaglione di mezzo caricato nella cima da una rosa, di verde, bottonata d'oro alias Di nero, a tre scaglioni accompagnati da tre rose, il tutto d'argento, lo scaglione di mezzo caricato nella cima da una rosa, del campo Motto: Virescit uberior (citato in (18)) |
|        | De Pluri (Pieve di Cadore, Venezia) partito di argento e di azzurro con 2 merli scalinati di argento - aquila bicipite coronata su ambo le teste di nero tenente uno scettro e una spada dello stesso tra gli artigli su argento caricata in cuore da uno scudetto ovale di argento con fascia sostenente una crocetta tutto di rosso - 2 sbarre di oro su azzurro (citato in LEOM) |
|        | De Poccis (Roma) (la blasonatura non è stata ancora caricata) (Immagine nell' Archivio Storico Capitolino (PDF) (archiviato dall'url originale il 23 febbraio 2017).) |
|        | De Pochis (Roma) Interzato in fascia: il 1° d'oro, all'aquila bicipite di nero col volo abbassato; il 2° d'azzurro, al leone nascente d'oro; il 3° di rosso, alla banda d'argento (immagine dello Stemmario reale di Baviera.) |
|        | De Podio (Chieri) Titolo: consignori di Alice Castello D'oro, a due tortelli d'azzurro, ordinati in palo (citato in (18)) |
|        | De Podio o De' Poggio (Chieri, Carmagnola) Troncato, d'azzurro, alla rosa d'oro, e d'oro, alla rosa d'azzurro (citato in (18)) |
|        | De Polignac (Francia) Titolo: signori di Caramagna Fasciato d'argento e di rosso Motto: Sacer custos pacis (citato in (18)) |
|        | De Pollis (Cividale) aquila di argento rivolta coronata di oro portante nel becco un nastro dello stesso con scritto il motto in lettere maiuscole di nero "NON CONCEDES FRUGES MENDACIS" su azzurro - castello a 3 torri al naturale merlate alla guelfa su argento (citato in LEOM) |
|        | De Pompeati (Trento) 2 mezze aquile bicipiti di oro uscenti dalla partizione su rosso - mela di rosso su fascia di argento accompagnata da - 2 comete poste in palo accostate ciascuna da 2 stelle (5 raggi) tutto di argento su azzurro (citato in LEOM) |
|        | De Pont Saint Martin o San Martino o Gottofredi (Val d'Aosta) Titolo: signori di Pont Saint Martin Inquartato, al 1° e 4° d'azzurro, sparso di crocette ricrociate, con la punta aguzza, a due barbii, addossati, il tutto d'oro (Bard), al 2° e 3° di rosso, al ponte d'argento, di un arco, fortificato nel mezzo con due torri, murate di nero (Pont-Saint-Martin) (citato in (18)) |
|        | De Pontanis (Roma) D'azzurro, alla banda composta d'azzurro e d'oro di cinque pezzi, bordata d'oro, accompagnata da due crescenti d'argento, rovesciati, posti e ordinati in sbarra (immagine dello Stemmario reale di Baviera.) |
|        | De Ponte o Aponte (Napoli) Titolo: duca di Flumeri, Matelica; marchese di Collenise, Morcone, Padula, Sant'Angelo; conte di Morcone; barone di Aversa, Casamassima, Casale San Michele D'azzurro al ponte di due archi, sormontato da due torri, il tutto d'argento (citato in DAlena) d'azzurro al ponte, sotto cui scorre un fiume, con due archi d'argento sormontato da due torri pure d'argento (citato in (22)) Notizie storiche in Nobili napoletani. |
|        | De Pontenes (Molise) (la blasonatura non è stata ancora caricata) (citato in DAlena) |
|        | De Pontevex (Abruzzo) (la blasonatura non è stata ancora caricata) (citato in DAlena) |
|        | De Pontibus (Abruzzo) Banda centrale su cui sono disposti tre ponti (immagine in 1 (archiviato dall'url originale il 22 settembre 2022). e 2.) |
|        | De Populo (Molfetta) spaccato, d'oro e di rosso, con una P di nero sul tutto Motto: Populi concordia crescunt (citato in ) |
|        | De Porcaris (Roma) Di rosso, cancellato di ferro di ventiquattro pezzi; al capo d'argento, caricato di un cinghiale di nero, difeso del campo (immagine dello Stemmario reale di Baviera.) |
|        | De Porcelet (Molise) (la blasonatura non è stata ancora caricata) (citato in DAlena) |
|        | De Porenta (Trieste) lancia terminante in un giglio e caduceo di argento incrociati su rosso - 3 ancore di nero a 2 marre in palo poste in fascia su argento in capo (citato in LEOM) |
|        | De Porgi (Roma) Partito: il 1° scaccato d'oro e d'azzurro, di quattro tiri e sei file; il 2° d'azzurro, alla torre, torricellata di due pezzi d'argento; al capo d'oro, caricato di un'aquila di nero (immagine dello Stemmario reale di Baviera.) |
|        | De Portis (Genova, Cividale) aquila ali abbassate (volo) di argento su rosso - castello di argento a 3 torri su nero (citato in LEOM) |
|        | De Porzelli (Alessandria) Titolo: conti della Valle delle Grazie D'azzurro, al leone coronato, d'oro, accompagnato in punta da un porcellino, di nero, passante, con la fascia d'argento, attraversante alias D'azzurro, al leone coronato, d'argento, accompagnato in punta da un porcellino, di nero, passante, con la fascia d'argento, attraversante Motto: Salus a Deo (citato in (22)) |
|        | De Prado (Sicilia) di verde, al leone di nero (citato in Mango) |
|        | De Praetis (Pesaro) scaglione di oro su azzurro - 3 cappelli da prete di nero foderati di rosso posti 1,2 su azzurro - cometa in palo di oro in alto su azzurro - 2 stelle (5 raggi) di oro in alto su azzurro - monte a 3 cime uscente dalla punta di oro su azzurro (citato in LEOM) |
|        | De Prandi (Triieste) fascia di oro su - albero di verde nodrito su monte a 3 cime dello stesso uscente dalla partizione accompagnato da - un leone rampante di oro tutto su azzurro - minatore impugnante con entrambe le mani un maglio (grande martello) nell'atto di colpire una rupe uscente da sinistra e digradante verso il basso tutto al naturale su nero (citato in LEOM) |
|        | De Pretis (Cagnò) 3 cappelli da prete di nero posti 1,2 su azzurro (citato in LEOM) |
|        | De Pretis (Cagnò) 2 leoni controrampanti quello di sinistra di oro su rosso e quello di destra di rosso su oro entrambi tenenti con le zampe anteriori un ramoscello di verde nodrito su terrazzo dello stesso uscente dalla punta (citato in LEOM) |
|        | De Probizer (Rovereto) leone rampante di oro su monte di argento uscente dalla punta tenente tra le zampe anteriori un rubino romboidale di rosso tutto su azzurro (citato in LEOM) |
|        | De Puppi (Udine, Moimacco, Cividale) inquartato in croce di Sant'Andrea di nero di rosso di oro e di argento (citato in LEOM) |

### Deq
| Stemma | Casato e blasonatura |
| ------ | --- |
|        | De Quartery (Saint-Maurice) D'azzurro, al rombo d'oro (citato in (8)) |
|        | De Queralt y Fernandez (Madrid (Spagna)) leone rampante di verde coronato di oro su argento (citato in LEOM) |
|        | De Quesada (Sassari, Verona) monte di argento uscente dalla troncatura cimato da una pianta di lentisco sormontata da - 5 scopette poste in fascia tutto al naturale su rosso - contadino in atto di cogliere i frutti da un albero di olivo nodrito sul terrazzo uscente dalla punta tutto al naturale su azzurro (citato in LEOM) |
|        | De Quintiliis (Roma) (la blasonatura non è stata ancora caricata) (immagine dello Stemmario reale di Baviera.) |
|        | De Quiros (Sicilia) d'argento a due chiavi d'azzurro, passate in decusse, accompagnate da quattro gigli dello stesso, posti due in capo e due in punta, accostate da quattro rose di rosso poste in palo e la bordatura di rosso caricata da otto decussi scorciati d'oro (citato in Mango)                                         |

### Der
| Stemma | Casato e blasonatura |
| ------ | --- |
|        | de Raho o Di Rago (Napoli, Lecce, Taranto) Titolo: barone di Cassineto Scaccato d'oro e d'azzurro di sedici pezzi, ed aventi gli scacchi d'oro caricati da una codetta d'ermellino (Citato in DAlena scaccato in 16 pezzi d'oro e d'azzurro, quelli in oro caricati da una coda d'ermellino di nero (citato in (19)) scaccato di oro e di azzurro (4 x 4 _ 16 pezzi) l'oro caricato di una mosca di armellino di nero (citato in LEOM) Motto: Malo mori quam foedari |
|        | De Raimondi (Finalmarina) Titolo: conti Scaccato di rosso e d'argento, al leone coronato, d'oro (citato in (18)) |
|        | De Ravoréeo De Rovorée Titolo: baroni di Brissogne Di rosso, alla banda d'argento alias Di rosso, alla banda d'argento, carica di una corona d'azzurro, ritirata verso il capo (citato in (18)) |
|        | De Raymondi (Roma) leone rampante coronato di oro su scaccato di argento e di rosso (citato in LEOM) |
|        | De Reale o Dei Reale (Molise) (la blasonatura non è stata ancora caricata) (citato in DAlena) |
|        | De Reali (Treviso, Venezia) corona a fiori di oro su argento - palato di argento e di rosso (citato in LEOM) |
|        | De Recenatis (Roma) (la blasonatura non è stata ancora caricata) (immagine dello Stemmario reale di Baviera.) |
|        | De Recuperanzia (Molise) (la blasonatura non è stata ancora caricata) (citato in DAlena) |
|        | De Regard de Lucinge di azzurro, al mondo d'argento, cerchiato e crociato di rosso (citato in Vittorio Spreti, vol. I, p. 513) |
|        | De Rege e De Rege Thesuro (Tronzano, Vercelli, Montanaro, Torino, Milano) Titolo: conti di Gifflenga; conti di Campo; conti di Donato, consignori di San Raffaele; nobili dei conti di Donato; nobili dei signori di San Raffaele Scaccato d'argento e d'azzurro, con il capo del primo, carico di un ramoscello di rosaio, al naturale, fiorito di un pezzo Motto: Virtute et armis (citato in (18)) |
|        | De Rege o Derege (Torino) scaccato di argento e di azzurro - ramo di rosa al naturale fiorito di un pezzo di rosso su argento in capo (citato in LEOM) |
|        | De Regibus d'azzurro a tre coppe coronate e male ordinate, sormontate da una cometa accodata e da due stelle (6), il tutto d'oro (citato in Vittorio Spreti, vol. III, p. 243) |
|        | De Regina (Napoli, San Vincenzo al Volturno) D'azzurro alla banda d'argento caricata da tre rose di rosso (citato in DAlena) |
|        | De Renzis o De Renzis Sonnino (Capua, Roma) leone rampante di oro accompagnato in capo da - 3 gigli dello stesso posti in fascia tutto su azzurro (citato in LEOM) |
|        | De Renzis Sonnino (Capua, Roma) leone rampante di oro su azzurro - stella (5 raggi) dello stesso in alto e destra su azzurro - capo di Francia - trangla di oro (citato in LEOM) |
|        | De Renzis Sonnino (Capua, Roma) Titolo: barone, nobile dei baroni di san Bartolomeo e di Montanaro d'azzurro al leone d'oro sormontato a sinistra da una stella dello stesso, col capo del campo sostenuto da una fascia in divisa d'oro e carico di tre gigli dello stesso (citato in (19)) |
|        | De Renzis di Montanaro (Capua, Castello di Montanaro Francolise, Roma) Titolo: barone di San Bartolomeo, barone di Montanaro, predicato di Montanaro d'azzurro al leone d'oro accompagnato al capo da tre gigli del medesimo in fascia (citato in (19)) |
|        | De Requenses o De Requeses (Molise, Abruzzo) D'azzurro a tre rocchi d'oro posti 2, 1, con la bordura dentata dello stesso (citato in DAlena) |
|        | De Resta (Roma) (la blasonatura non è stata ancora caricata) (immagine dello Stemmario reale di Baviera.) |
|        | De Revello o Revelli o De Revelli Titolo: signori di Barbaresco, Forfice, Neive, Neviglie, Revello Tagliato, d'argento e di rosso, al leone dall'uno all'altro e dell'uno nell'altro (citato in (18)) tagliato d'argento e di rosso, al leone rampante dall'uno e dall'altro (citato in (26)) alias inquartato: al 1º e 4º d'argento spaccato di rosso a due leoni affrontati, e sostenenti un castello merlato di tre pezzi, il tutto dell'uno nell'altro; al 2º d'argento ad un mezzo volo abbassato di nero; al 3º d'argento a due pichi di nero affrontati e rampicanti ad un albero strappato di verde (citato in (26)) |
|        | De Reya (Cosana del Collio) castello a 3 torri merlate di 3 pezzi alla guelfa la centrale più alta fondato su un grande muro alla guelfa su monte roccioso uscente dalla punta tutto al naturale sormontato da una cometa ondeggiante in palo di oro tutto su azzurro - mantellato a sinistra di rosso con una sbarra di argento caricata di 3 rose di rosso - mantellato a destra di argento con banda di rosso caricata di 3 rose di argento (citato in LEOM) |
|        | De Reya (Trieste) castello a 3 torri merlate di 3 pezzi alla guelfa la centrale più alta fondato su un grande muro alla guelfa visto dall'alto e di tre quarti su monte roccioso uscente dalla punta tutto al naturale sormontato da una cometa ondeggiante in palo di oro tutto su azzurro - mantellato a sinistra di rosso con una sbarra di argento caricata di 3 rose di rosso - mantellato a destra di argento pieno (citato in LEOM) |
|        | De Rhins (Valle d'Aosta) Titolo: signori di Rhins (?) D'azzurro, al serpente d'oro, posto in semicerchio, convesso verso la linea della troncatura, con la testa volta a destra, sostenente il guerriero, con il viso e le mani di carnagione, capelluto d'oro, armato di d'argento, l'armatura guarnita d'oro, tenente con la mano destra la spada d'argento, guarnita d'oro, posta in palo, con la mano sinistra la coda del serpente (citato in (18)) |
|        | De Ricca (Roma) (la blasonatura non è stata ancora caricata) (immagine dello Stemmario reale di Baviera.) |
|        | De Riccardo o Di Riccardo o De Riccardis (Napoli, Benevento, Amalfi) Di rosso al monte d'argento movente dalla punta, cimato da una pianta fogliata di 5 pezzi dello stesso alias Ondato increspato d'oro e d'azzurro; col capo del secondo caricato di 3 spighe d'oro alias Spaccato merlato d'argento ed oro (citato in DAlena) |
|        | De Riccardo (Barletta, Rutigliano) spaccato merlato d'argento e di rosso (citato in (29)) |
|        | De Ricci (Toscana) (DE) In Blau 8 sechsstrahlige goldene Sterne und 6 schreitende goldene Igel balkenweise abwechselnd 2:3:3:2:2:1:1 gestellt (citato in (23)) |
|        | De Ricci (Toscana) (DE) In Blau 6 natürliche goldene Blumen und 3 schreitende goldene Igel balkenweise abwechselnd 3:2:2:1:1 gestellt (citato in (23)) |
|        | De Ricci (Roma) (la blasonatura non è stata ancora caricata) (immagine dello Stemmario reale di Baviera.) |
|        | De Rido (Milano) leone rampante di oro coda bifida tenente tra le anteriori 2 chiavi di argento con gli ingegni all'esterno su azzurro - 3 gigli di oro in alto posti 1,2 su azzurro (citato in LEOM) |
|        | De Rido della Silva Castiglioni (Milano) leone rampante di oro coda bifida tenente tra le anteriori 2 chiavi di argento con gli ingegni all'esterno su azzurro - leone rampante di argento coronato di oro su rosso tenente con la zampa destra anteriore un castello (3 torri) di argento (citato in LEOM) |
|        | De Rilli Orsini (Roma) (la blasonatura non è stata ancora caricata) (Immagine nell' Archivio Storico Capitolino (PDF) (archiviato dall'url originale il 23 febbraio 2017).) |
|        | De Rin (Capodistria (Slovenia), Londra (Inghilterra)) contadina di carnagione posta in maestà vestita di azzurro con il grembiule di argento la sinistra sul fianco la destra afferrante 3 fiori tulipani di argento su campagna mareggiata di azzurro e di argento su rosso (citato in LEOM) |
|        | De Rinaldis (Roma) (la blasonatura non è stata ancora caricata) (Immagine nell' Archivio Storico Capitolino (PDF) (archiviato dall'url originale il 24 febbraio 2017).) |
|        | De Rinaldo (Napoletano) Titolo: barone troncato: nel 1° di rosso al leone coronato all'antica impugnante uno scettro, il tutto d'oro, con due stelle d'argento; nel 2° d'azzurro a tre bande d'argento (citato in (32)) |
|        | De Rinoldi (Pavia di Udine) fascia di azzurro su argento (citato in LEOM) |
|        | De Ripalta (Ripalta) Titolo: signori di Ripalta D'argento, alla banda doppiomerlata, di nero (citato in (18)) |
|        | De Riseis (Napoli, Castello di Crecchio in Chieti) Titolo: principe di Satriano, duca di Taormina, barone di Crecchio, duca di Bovino, di Castellairola, conte di Savignano, col predicato di Greci, Castelluccio dei Sauri, Panni, Orsara e Mortellaro d'azzurro alla fascia sormontata da una stella d'oro, accompagnata in punta da tre piantine di riso sopra un terreno declinante in sbarra al naturale (citato in (19) e in (27)) fascia di oro su azzurro accompagnata da - stella (6 raggi) di oro in capo su azzurro - 3 pianticelle di riso nodrite su terreno declinante in sbarra uscente dalla punta tutto al naturale su azzurro (citato in LEOM) alias d'azzurro alla fascia d'oro accompagnata in capo da una stella e nella punta a due gigli il tutto d'oro Motto: Semper eodem (citato in (19) e in (27)) Notizie storiche in Famiglie nobili di Sicilia. |
|        | De Riseis o De Riso di Carpinone (Napoli, Castello di Crecchio in Chieti) fascia di oro su azzurro - stella (6 raggi) di oro in alto su azzurro - 2 gigli di oro posti in fascia in basso su azzurro (citato in LEOM) |
|        | De Riso (Napoli, Catanzaro) D'azzurro alla fascia d'oro accompagnata nel capo da una stella, e nella punta da 2 gigli del medesimo (citato in DAlena) |
|        | De Riso (Messina) d'azzurro, alla fascia d'oro, accompagnata nel capo da una stella e nella punta da due gigli, il tutto dello stesso (citato in Mango) |
|        | De Riso (Catanzaro) D'azzurro alla decusse d'oro accompagnata in capo da un crescente montante d'argento (citato in DAlena e in BLCL) |
|        | De Riso di Botricelli (Sicilia, Napoli) Titolo: marchese di Botricello, nobile dei marchesi di Botricello d'azzurro alla croce di Sant'Andrea d'argento, nel capo crescente d'oro (citato in (19)) croce di Sant'Andrea di argento su azzurro accompagnata in capo da - luna montante di oro su azzurro (citato in LEOM) Motto: Semper cadem |
|        | De Riso di Carpione (Napoli, Bari, Catanzaro) Titolo: barone di Carpione, patrizio di Bari d'azzurro alla fascia d'oro accompagnata in capo da una stella e da due gigli, il tutto d'oro (citato in (19)) |
|        | De Riva (Lonato) interzato in fascia di oro di azzurro e di argento - aquila di nero su oro - stella (6 raggi) di oro su azzurro - 4 bandiere bifide pendenti dalla partizione di azzurro su argento (citato in LEOM) |
|        | De Rivalba (Castelnuovo di Chieri) Titolo: signori di Cinzano; consignori di Castelnuovo, Chieri, Mombello, Riva, Rivalba D'argento, a tre fasce di rosso Motto: Loyauté passe tout (citato in (18)) |
|        | De Rivoire Titolo: signori di Pancalieri Fasciato d'argento e di rosso, alla banda d'azzurro, carica di tre gigli, d'oro, attraversante Motto: Nec si coelum ruat (citato in (18)) |
|        | Derni Troncato: nel 1° d'oro, all'aquila di nero, coronata all'antica dello stesso; nel 2° di verde, alla chiocciola di mare rivoltata, sormontata nei cantoni del capo da due lucchetti, affrontati, il tutto d'oro. Citati in DAlena |
|        | Dernice (Tortonese) Titolo: signori di Dernice, Montebore D'azzurro, al leone d'argento (citato in (18)) |
|        | De Roberti da Reggio (Brescia) (di risso, alla scala a tre scalini d'argento) |
|        | De' Roccia Titolo: consignori di Baldesco D'azzurro, al monte di tre cime (?) di verde, ciascuna sostenente un chiodo (?) di nero, con il capo d'oro, carico di un'aquila di nero (citato in (18)) |
|        | De Rogatis (Napoletano) d'azzurro, alla trangla scorciata e contromerlata d'oro, accompagnata da 6 gigli d'oro posti 3 nel capo e 3 in punta. Al capo d'argento all'aquila spiegata al naturale (citato in (32)) |
|        | De Rolland (Chambéry, Aosta, Roma) Titolo: baroni D'azzurro, alla spada d'argento, posta in palo (citato in (18)) spada in palo punta in alto di argento su azzurro (citato in LEOM) Motto: Agere et pati fortia |
|        | De Romano (Romano Canavese) Titolo: signori di Romano Canavese Palato d'oro e di nero alias Palato d'oro e di nero, con l'arancio di verde, fruttato d'oro, attraversante (citato in (18)) |
|        | De Roniis d'oro, all'aquila dal volo abbassato di rosso, sostenuta da una ruota a sei raggi dello stesso (citato in Monti Della Corte) |
|        | De Rosa o De Rosis (Abruzzo) D'azzurro al leone coronato d'oro; colla banda d'argento, caricata di tre rose di rosso attraversante sul tutto; col capo d'oro all'aquila di nero coronata del campo (citato in DAlena) |
|        | De Rosa (Napoli) Titolo: marchesi di Villarosa d'azzurro al leone coronato d'oro, con la banda d'argento di tre rose di rosso attraversante, col capo d'oro carico di un'aquila spiegata di nero e coronata del campo (citato in (19)) d'azzurro, al leone coronato d'oro con la banda d'argento caricata di tre rose di rosso attraversante sul tutto; con il capo d'oro all'aquila spiegata di nero e coronata d'oro (citato in (32)) 3 rose di rosso su banda di argento su - leone rampante coronato di oro su azzurro - capo d'Impero (citato in LEOM) |
|        | De Roscis (Roma) (la blasonatura non è stata ancora caricata) (immagine dello Stemmario reale di Baviera.) |
|        | De Roscis (Roma) (la blasonatura non è stata ancora caricata) (immagine dello Stemmario reale di Baviera.) |
|        | De Rosmini (Rovereto, Milano, Roma) 6 stelle (6 raggi) di oro poste in piramide rovesciata su azzurro - bordura di rosso (citato in LEOM) |
|        | De Rossi (Molfetta) di rosso, al leone d'oro tenente una rosa fiorita al naturale, posta nel canton destro del capo d'argento Motto: Pro patria (citato in DAlena e in ) |
|        | De Rossi o De Roscii (Firenze, Rutigliano) di rosso al leone d'oro tenente un ramo fiorito pure di rosso messo nel canton destro del capo d'argento (citato in (29)) |
|        | De Rossi (Savigliano, Fossano) Titolo: conti di Pomerolo; signori di Santa Rosa D'azzurro, al leone d'argento, linguato ed armato di rosso Motto: Una sola fede (citato in (18)) |
|        | De Rossi (Ceva) Titolo: consignori di Ceva, S. Michele Di nero, a quattro fasce, d'oro (citato in (18)) |
|        | De Rossi (Moretta) Titolo: conti di Tonengo; signori di Montebore Troncato di rosso e d'oro, al leone dell'uno all'altro e dell'uno nell'altro, avente la zampa sinistra sopra una fiamma, al naturale Motto: In flamnis rubeo (citato in (18)) |
|        | De Rossi (Fossano) Titolo: conti di Vicoforte; consignori di Forno di Lemie, Lemie, Margone, Torricella, Usseglio D'azzurro, al leone d'argento, linguato, membrato e immaschito di rosso Motto: Una sola fede (citato in (18)) |
|        | De Rossi (Vercelli) Titolo: consignori di Greggio D'azzurro, al leone d'argento, linguato e membrato di rosso Motto: Ipsa sibi praetium virtus (citato in (18)) |
|        | De Rossi o Rubei (Avigliana, Aosta ?) Titolo: consignori di Carre (Villarbasse) Di rosso pieno (citato in (18)) |
|        | De Rossi (Santhià) D'azzurro, al leone d'oro, carico sul petto di uno scudetto scaglionato d'oro e di rosso alias D'azzurro, al leone d'oro, (con la coda rivoltata), carico sul petto di uno scudetto di rosso, allo scaglione d'argento, accompagnato da un monte d'oro, con il capo dello stesso Motto: Nosce et vince te ipsum (citato in (18)) |
|        | De Rossi (Roma) di rosso, alla croce d'argento, accostata da quattro gruppi di cinque palle dello stesso ordinate in decusse (Immagine nell' Archivio Storico Capitolino (PDF) (archiviato dall'url originale il 23 febbraio 2017).) |
|        | De Rossi (Roma) di rosso, al leone d'oro sormontato da una rosa d'argento; al capo d'Angiò (Immagine nell' Archivio Storico Capitolino (PDF) (archiviato dall'url originale il 23 febbraio 2017).) |
|        | De Rossi o Derossi di Santa Rosa (Torino) leone rampante di argento armato e linguato di rosso (unghie di rosso) su azzurro (citato in LEOM) |
|        | De Rossi (Pistoia, Firenze) 3 pali di rosso su oro (citato in LEOM) |
|        | De Rossi (Firenze) rosa araldica di oro in alto a destra su rosso - capo d'Angiò (citato in LEOM) |
|        | De Rossi (Cori) leone rampante di rosso su oro (citato in LEOM) |
|        | De Rossi detti Delle Onde (Napoli) leone rampante di argento su azzurro - fasciato ondato di argento e di azzurro (citato in LEOM) |
|        | De Rossi detti Delle Onde (Napoli) leone rampante di argento su azzurro (citato in LEOM) |
|        | De Rossi del Leon Nero o Rossi (Firenze) rosa araldica a 4 petali di oro su rosso - capo d'Angiò (sulla prima partizione) - leone rampante troncato di rosso e di argento su troncato di argento e di rosso afferrante con la destra un giglio di Firenze di rosso (citato in LEOM) |
|        | De Rossi delle Onde (Napoli) Titolo: marchese di Castelpetroso, nobili dei marchesi inquartata: 1° e 4° d'azzurro al leone d'argento, 2° e 3° fasciato, ondato d'argento e d'azzurro alias d'azzurro al leone d'argento (citato in (19)) |
|        | De Rossi (Toscana) (DE) In silber-rot geteiltem Feld 1 Löwe in verwechselten Tinkturen (citato in (23)) |
|        | De Rossi o De Rossi del Nicchio (Toscana) (DE) Unter 1 blauen Schildhaupt, darin 1 fünflätziger roter Turnierkragen (Capo d'Angiò) begleitet von je 1 goldenen Lilie zwischen den Lätzen, in Rot 1 silberne Scheibe im rechten Obereck (citato in (23)) |
|        | De Rossillon Titolo: marchesi di Bernezzo, Riva; signori di Lesegno; consignori di Torricella Di nero, alla croce d'argento (arma antica) alias Inquartato, al 1° e 4° d'argento, alla croce di rosso, al 2° e 3° d'azzurro, alla colonna d'argento con due chiavi d'oro, addossate e decussate, gli ingegni all'insù, caricanti la colonna alias Inquartato, al 1° e 4° d'argento alla croce di rosso, al 2° e 3° d'azzurro, alla colonna d'argento con due chiavi d'oro, addossate e decussate, gli ingegni all'insù, caricanti la colonna, con la croce d'argento attraversante sulla partizione alias Inquartato, al 1° e 4° d'argento alla croce di rosso, al 2° e 3° d'azzurro, alla colonna d'argento, con in cuore due chiavi d'oro, addossate e decussate, gli ingegni all'insù Motto: Spes mea Deus (citato in (18))                                                |
|        | De Roxate D'azzurro, al castello di due torri, d'oro, ciascuna sostenente un airone (?), al naturale, il primo rivoltato (citato in (18)) |
|        | Derriard (Courmayeur) D'argento, allo scaglione di rosso, accompagnato da tre uccelli di nero (citato in (18)) |
|        | D'Errico (Napoletano) fasciato spinato di argento e di rosso, col capo d'argento caricato da tre rose di rosso (citato in (32)) |
|        | De Rubeis o Rossi o Rubeus (Abruzzo) Inquartato: nel 1° e 4° d'azzurro al leone d'argento ; nel 2° e 3° ondato d'argento e d'azzurro (citato in DAlena) |
|        | De Rubeis (Udine, Poggiorenatico) palo di azzurro su partito di argento e di oro - monte a 3 cime di rosso su argento - mezza aquila uscente dalla partizione di nero su oro (citato in LEOM) |
|        | De Rubeis (Udine) partito ripartito troncato convesso di argento e di rosso e di azzurro - aquila di nero sorante e movente dalla parte destra della punta su oro (citato in LEOM) |
|        | De Rufinis (Roma) (la blasonatura non è stata ancora caricata) (immagine dello Stemmario reale di Baviera.) |
|        | De Ruggiero Napoli-Salerno d'azzurro, a sei crocette d'oro ordinate 3,2,1 col capo di rosso al lambello di tre pendenti d'oro (citato in (15))vol VI pag 155 d'azzurro, a sei croci d'oro, poste 3, 2, 1; ed il capo cucito di rosso, caricato di un lambello a tre pendenti d'oro (citato in (32)) Motto: de cruce virtus |
|        | De Russis (Molfetta) spaccato, d'azzurro, alla fascia d'oro attraversante sulla partizione, nel 1° una conchiglia di rosso, nel 2° una fascia pure d'oro Motto: Pro patria (citato in ) |
|        | De Rusticis (Roma) (la blasonatura non è stata ancora caricata) (immagine dello Stemmario reale di Baviera.) |
|        | De Rusticis (Roma) (la blasonatura non è stata ancora caricata) (immagine dello Stemmario reale di Baviera.) |
|        | Derba (Catalogna, Girgenti, Piacenza) Titolo: nobili, signori, baroni, D'azzurro con una torre d'oro sormontata da due corone del medesimo (Citato in SPRE) |

### Des
| Stemma | Casato e blasonatura |
| ------ | --- |
|        | De Sabran (Molise, Abruzzo) D'argento al leone coronato di rosso , con la coda biforcata Motto: Noli irritare leonem alias D'azzurro alla fascia d'argento accompagnata di tre bisanti d'argento, due ed uno, caricati ciascuno da un ramoscello di sabina con la bordura dentata d'oro alias D'argento al leone di nero coronato, linguato di rosso (citato in DAlena) |
|        | De Saint Michel Titolo: conti di Osasio Di nero, al volo d'argento, con il capo d'oro, carico di un'aquila, di nero alias D'azzurro, al volo d'argento, con il capo d'oro, carico di un'aquila, di nero alias D'azzurro, al volo d'argento, con il capo d'oro, carico di un'aquila, del campo (citato in (18)) |
|        | De Saint Mihiel (Lorena, Roma) fascia di nero accompagnata da - 3 cinghiali passanti dello stesso posti 2,1 su oro (citato in LEOM) |
|        | De Saint Mihiel (Lorena, Roma) fascia accompagnata da - 3 maiali passanti posti 2,1 i 2 superiori sormontati da - una luna montate tutto di nero su oro (citato in LEOM) |
|        | De Saint Pierre (Val d'Aosta) Titolo: signori di Saint Pierre; consignori di Châtellargent D'argento, a due chiavi di rosso, poste in palo, addossate, accompagnate da due crocette patenti, dello stesso alias D'argento, alla croce di rosso, accompagnata in ciascuno dei cantoni, sinistro superiore e destro inferiore, da due chiavi dello stesso, l'ingegno in alto (citato in (18)) |
|        | De Saint Seigne (Firenze) Di rosso, a sei cotisse d'oro alias Di rosso, a sei gemelle in banda d'oro (citato in (16)) |
|        | De Salamonis (Roma) (la blasonatura non è stata ancora caricata) (immagine dello Stemmario reale di Baviera.) |
|        | De Salamonis (Roma) (la blasonatura non è stata ancora caricata) (immagine dello Stemmario reale di Baviera.) |
|        | De Salvadori o Salvadori Zanatta (Torino, Trento, Margone di Trento 3 pere inclinate in sbarra di rosso su fascia di oro su troncato di azzurro e di rosso - 2 chiavi di argento anellate di oro incrociate e legate di verde gli ingegni all'esterno sormontate da - stella (8 raggi) di oro e accompagnate in basso da - una crocetta di Sant'Andrea di oro tutto su azzurro - zampa di oca di argento recisa di rosso su rosso (citato in LEOM) |
|        | De Salvazis D'oro, al leone di rosso, tenente con la branca anteriore destra una coppa, pure di rosso, disposta in sbarra (citato in (18)) |
|        | Des Ambrois o Ambrosio (Oulx) Titolo: signori di Nevâche, Rochemolles; consignori di Bardonnêche D'argento, inferriato di rosso e chiodato d'oro, alla banda d'azzurro carica di tre gigli d'oro e attraversante alias Inquartato di Ambrois (D'argento, inferriato di rosso e chiodato d'oro, alla banda d'azzurro carica di tre gigli d'oro e attraversante) e di Maréchal (d'oro alla banda di rosso caricata di tre conchiglie d'argento poste nel verso della pezza) Motto: Sancte Ambrosi tui sumus (citato in (18)) |
|        | De Sancta Croce (Roma) (la blasonatura non è stata ancora caricata) (immagine dello Stemmario reale di Baviera.) |
|        | De Sanctinis (Roma) (la blasonatura non è stata ancora caricata) (immagine dello Stemmario reale di Baviera.) |
|        | De Sanctis (Abruzzo) Titolo: baroni di Cerreto e di Penne S. Andrea Di azzurro al monte di sei cime di verde, sostenente un leone d'oro fissante una cometa ad otto raggi dello stesso ondeggiante in banda e posta nel cantone destro (citato in DAlena) |
|        | De Sanctis Titolo: Nobili di Corneto (la blasonatura non è stata ancora caricata) (citato in DAlena) |
|        | Da Sanctis (Napoli) leone rampante di oro su monte a 3 cime di verde uscente dalla punta mirante - una cometa di oro posta in banda nel canton sinistro del capo tutto su azzurro (citato in LEOM) |
|        | Da Sanctis (Matelica) leone rampante rivolto di oro su terrazzo di verde uscente dalla punta mirante - un sole raggiante di oro uscente dal canton destro del capo tutto su azzurro (citato in LEOM) |
|        | Da Sanctis (Roma) albero cipresso nodrito su terrazzo uscente dalla punta tutto al naturale cimato da - una colomba ferma dello stesso accompagnato a sinistra da - una cometa ondeggiante in palo di oro tutto su azzurro (citato in LEOM) |
|        | Da Sanctis (Roma) fenice di nero sulla sua immortalità di rosso accompagnata in alto a destra da - sole raggiante di oro tutto su argento (citato in LEOM) |
|        | De Sangro (Napoli, Roma) Titolo: Principe di Striano e Fondi, Marchese di Genzano d'oro, a tre bande d'azzurro (citato in (32)) 3 bande di azzurro su oro (citato in LEOM) |
|        | De Sanguigna (Roma) (la blasonatura non è stata ancora caricata) (immagine dello Stemmario reale di Baviera.) |
|        | De Sanità o De Sanitate (Spagna, Mola, Conversano, Rutigliano) Titolo: nobile troncato: nel 1º d'argento al cinghiale passante di nero; nel 2º d'azzurro a tre bande d'oro (citato in (29)) |
|        | De Santi (Siena) scaccato di verde e di oro - metà destra di un monte a 3 cime di argento uscente dalla partizione su rosso - aquila di nero su oro in capo (citato in LEOM) |
|        | De Santi (Siena) aquila di nero coronata di oro posata su - una ruota di rosso tutto su oro (citato in LEOM) |
|        | De Santis (Molise) (la blasonatura non è stata ancora caricata) (citato in DAlena) |
|        | De Sanctis (Napoli) Titolo: baroni d'azzurro al monte di tre cime di verde, uscente dalla punta dello scudo, sostenente un leone d'oro fissante una cometa dello stesso, ondeggiante in banda nel cantone destro (citato in (19)) |
|        | De Santo (Molise) (la blasonatura non è stata ancora caricata) (citato in DAlena) |
|        | De Saracco (Asti) Troncato di rosso e d'argento, il secondo punto carico di tre rose, del primo alias D'oro, a tre rose di rosso, con i sepali di verde, al capo di rosso (citato in (18)) |
|        | De Sarre (Val d'Aosta) Titolo: signori di Rhins, Sarre e Chesalet D'oro, al castello di rosso, al leone dello stesso, illeopardito, passante sulle torri (citato in (18)) |
|        | De Sarzana (Corleone, Marsala) Titolo: nobili troncato: 1º d'oro al basilisco di verde, linguato di rosso, 2° mareggiato d'azzurro e d'argento Motto: Tu ispira (citato in (19)) |
|        | De Sassi (Roma) (la blasonatura non è stata ancora caricata) (immagine dello Stemmario reale di Baviera.) |
|        | De' Sauli (Molise) (la blasonatura non è stata ancora caricata) (citato in DAlena) |
|        | De Saumont Titolo: signori di Bardassano e Tondonito D'argento, alla banda di rosso, carica di tre stelle, d'oro (citato in (18)) |
|        | De Sauteiron de Saint Clément (Provenza, Nizza, Torino) Titolo: nobili Di rosso, a tre scaglioni d'oro, accompagnati da tre stelle dello stesso, due in capo, una in punta Motto: Fortitudo et clementia (citato in (18)) |
|        | De Sauteiron Saint Clément (Nizza (Francia), Torino) Titolo: nobili 3 scaglioni di oro accompagnati da - 3 stelle (5 raggi) poste 2,1 dello stesso su rosso (citato in LEOM) |
|        | De Savellis (Roma) (la blasonatura non è stata ancora caricata) (immagine dello Stemmario reale di Baviera.) |
|        | De Savoys (Molise) (la blasonatura non è stata ancora caricata) (citato in DAlena) |
|        | De Sbirris (Roma) (la blasonatura non è stata ancora caricata) (immagine dello Stemmario reale di Baviera.) |
|        | De Scapucci (Roma) (la blasonatura non è stata ancora caricata) (immagine dello Stemmario reale di Baviera.) |
|        | De Scarzis (Roma) (la blasonatura non è stata ancora caricata) (immagine dello Stemmario reale di Baviera.) |
|        | De Scazosi D'argento, al castello di rosso, accostato da tre scazzoli, d'oro, cuciti, male ordinati alias D'argento, al castello, accostato da due scazzoli, il tutto di rosso, con il capo d'argento (cucito), carico di un'aquila, di nero alias Partito controfasciato, d'argento e di rosso, al leone d'oro, attraversante, con il capo d'oro, carico di un'aquila, di nero (citato in (18)) |
|        | Deschenaux o De Canalibus (Aosta) D'azzurro, alla banda accompagnata da due leoncini, il tutto d'oro (citato in (18)) |
|        | Descherini (Firenze) D'oro, al tripode (o desco) di rosso; con il capo d'azzurro, caricato di tre stelle a otto punte d'oro, 1.2 (citato in (16)) |
|        | De Schumacker (Roma) tronco sradicato e rotto di verde sostenuto da - 2 leoni al naturale controrampanti su oro - banda di rosso su - leone coronato di oro su azzurro - leone rampante nascente dalla partizione di oro su rosso - anatra al naturale su azzurro (citato in LEOM) |
|        | De Schutzbier (Tarcento) leone rampante di argento trafitto da una freccia posta in sbarra di oro impennata di rosso e tenente con la zampa destra anteriore una lettera T maiuscola romana di nero su verde (citato in LEOM) |
|        | De Sciortatis (Abruzzo) (la blasonatura non è stata ancora caricata) (citato in DAlena) |
|        | De Scolari (Verona) libro rilegato di rosso con borchie e incisioni sul dorso di oro posto in palo cimato da una colomba ferma con zampa destra alzata di argento su azzurro (citato in LEOM) |
|        | De Scoperti (Asolo) (la blasonatura non è stata ancora caricata) (citato in DAlena) |
|        | De Scorpionis de Novaria D'azzurro, allo scorpione montante, di nero, con il pungiglione volto all'insù, a destra alias D'azzurro, al tronco scamozzato e reciso alle sue estremità al naturale, galleggiante su acque increspate d'argento, con fuoruscente dalla corteccia un albero di verde, fruttifero di rosso, posto fra due pianticelle di verde, con alla loro base due scorpioni montanti, di bruno rossiccio al naturale, e dalle code velenifere volte all'insù ed affrontate, lo scudo attorniato da una filiera d'oro (citato in (18)) |
|        | De Scortiatis (la blasonatura non è stata ancora caricata) (citato in DAlena) |
|        | De Seigneux (Romont, Losanna, Torino) Titolo: nobili Inquartato d'azzurro e d'oro, allo scettro del secondo, posto in banda Motto: Dieu mon espoir (citato in (18)) |
|        | De Segura e De Segur (Molise, Abruzzo) (la blasonatura non è stata ancora caricata) (citato in DAlena) |
|        | De Seigneux (Torino) scettro doppiogigliato di oro posto in banda su inquartato di azzurro e di oro (citato in LEOM) |
|        | De Selvaggio (Turi, Rutigliano) d'azzurro al sole raggiante d'oro (citato in (29)) Motto: In nubila clarior |
|        | De Sena (Sardegna) (la blasonatura non è ancora caricata) (citato in Floris e Serra) |
|        | De Senasaris (Roma) (la blasonatura non è stata ancora caricata) (immagine dello Stemmario reale di Baviera.) |
|        | De Ser Lupis (Roma) (la blasonatura non è stata ancora caricata) (immagine dello Stemmario reale di Baviera.) |
|        | De Serpos (Roma) (la blasonatura non è stata ancora caricata) (Immagine nell' Archivio Storico Capitolino (PDF) (archiviato dall'url originale il 24 febbraio 2017).) |
|        | De Seta (Palermo, Catanzaro) Titolo: marchesi partito 1º troncato di rosso al leone d'oro linguato di rosso, d'argento a tre fasce d'azzurro; nel 2° d'azzurro alla nave di nero a due alberi, con le vele bianche e gagliardetti di rosso (citato in (19)) leone rampante di oro su rosso - 3 fasce di azzurro su argento - nave di nero a 2 alberi banderuolati di rosso e 2 vele spiegate di argento tutto su azzurro (citato in LEOM) |
|        | De Settis (Messina) d'azzurro, a due fasce d'oro, accompagnate da tre stelle dello stesso, col capo d'oro, all'aquila spiegata di nero, membrata, imbeccata e coronata di rosso (citato in Mango) |
|        | De Settis (Tropea) d'azzurro a due filetti d'oro in fascia accompagnati da tre stelle dello stesso due in capo e una in punta. Il capo dell'impero (citato in BLCL) |
|        | De Seyssel (Savoia, Milano, Roma, Torino) Titolo: marchesi di Sommariva Bosco; signori di Casasco Grembiato d'oro e d'azzurro (citato in (18)) grambiato di oro e di azzurro (citato in LEOM) Motto: Franc et leal |
|        | Desfar (Savoia, Torino) Titolo: barone di Siculiana, delle Saline campo d'azzurro, con tre monti d'argento fiammeggianti di rosso, moventi dalla punta (citato in (27)) Corona di barone Notizie storiche in Famiglie nobili di Sicilia. |
|        | Des Granges (Cly) Titolo: consignori di Cly D'azzurro, a sette rose d'oro, 1, 2, 3, 1 alias D'azzurro, a sette rose d'argento, bottonate d'oro, 1, 2, 1, 2, 1 Motto: Sacer est (citato in (18)) |
|        | De Sicongellis (Roma) (la blasonatura non è stata ancora caricata) (immagine dello Stemmario reale di Baviera.) |
|        | De Si Conquillis (Roma) (la blasonatura non è stata ancora caricata) (immagine dello Stemmario reale di Baviera.) |
|        | Desideri (Pistoia) D'azzurro, allo scaglione d'argento, intrecciato con la fascia d'oro e accompagnato da tre crescenti montanti dello stesso, 2.1 alias D'azzurro, allo scaglione d'argento scorciato, intrecciato con la fascia d'oro e accompagnato da tre crescenti montanti dello stesso, 2.1 (citato in (16)) |
|        | Desideri o Desideri di Pistoia (Toscana) (DE) In Blau 1 erhöhter goldener Balken, begleitet oben von 2, unten von 1 liegenden goldenen Halbmond und überdeckt von 1 erniedrigten silbernen Sparren (citato in (23)) |
|        | Desideri (Volterra) D'oro, al destrocherio di carnagione, armato d'acciaio, incatenato di nero al cantone destro del capo, e tenente in palo un ramo di palma di verde (citato in (16)) |
|        | Desideri (Pisa, Firenze) braccio sinistro armato al naturale afferrante con la mano guantata una foglia di palma su oro incatenato dal bicipite a una catena uscente dall'angolo sinistro in alto in banda (citato in LEOM) |
|        | Desideri (Norcia) Pavone (citato in DAlena) |
|        | Desiderio (Chioggia) (la blasonatura non è stata ancora caricata) (citato in Araldica gentilizia (archiviato dall'url originale il 6 novembre 2005).) |
|        | Desiderio (Napoletano) di rosso, a due mazze ferrate poste a croce di Sant'Andrea ed accantonate da quattro stelle d'oro ad otto raggi (citato in (32)) |
|        | De Siena o De Sena (Napoletano) Titolo: conte d'azzurro, alla banda di rosso, accompagnata in capo da un sole e da tre stelle, poste in fascia, d'oro; ed in punta da un albero al naturale (citato in (32)) |
|        | De Signorellis (Roma) (la blasonatura non è stata ancora caricata) (immagine dello Stemmario reale di Baviera.) |
|        | De Signori (Bergamo) palo partito di rosso e di oro su verde accompagnato da ambo i lati da - 3 scaglioni rovesciati di oro (citato in LEOM) |
|        | De Signori (Bergamo) palo di oro - 3 paia di scaglioni rovesciati di oro su azzurro (citato in LEOM) |
|        | De Signoribus (Roma) d'azzurro, a tre fasce increspate di rosso (Immagine nell' Archivio Storico Capitolino (PDF) (archiviato dall'url originale il 23 febbraio 2017).) |
|        | Desii (Firenze) D'azzurro, all'ombra di sole d'oro, caricata di una fede di carnagione recisa (citato in (16)) |
|        | Desii (Prato) D'azzurro, alla fascia d'argento caricata di una stella a otto punte d'oro, e accompagnata in capo da un destrocherio di carnagione vestito di rosso, tenente una scure al naturale, e in punta da un monte di sei cime d'oro (citato in (16)) |
|        | De Silva (Sicilia) d'argento, al leone di nero (citato in Mango) |
|        | De Silva (Napoletano) d'oro, al leone di rosso (citato in (22)) |
|        | De Silva (Madrid (Spagna)) leone rampante al naturale coronato di oro su argento (citato in LEOM) |
|        | De Silvestris (Molise) (la blasonatura non è stata ancora caricata) (citato in DAlena) |
|        | De Simeonibus (Abruzzo) (la blasonatura non è stata ancora caricata) (citato in DAlena) |
|        | De Simone (Palermo, Napoli, Trapani) Titolo: nobili d'azzurro al leone fissante un sole orizzontale il tutto d'oro (citato in (19)) d'azzurro, al leone d'oro, mirante i raggi di un sole, dello stesso, orizzontale a destra (citato in Mango e in (27)) Notizie storiche in Famiglie nobili di Sicilia. |
|        | De Simone (Mazara del Vallo) leone rampante di oro mirante - sole raggiante dello stesso uscente dal canton sinistro del capo tutto su azzurro (citato in LEOM) |
|        | De Simonettis (Roma) (la blasonatura non è stata ancora caricata) (Immagine nell' Archivio Storico Capitolino (PDF) (archiviato dall'url originale il 23 febbraio 2017).) |
|        | De Simoni (Benevento, Orvieto) Titolo: nobili di Orvieto d'azzurro all'albero al naturale, il tronco accollato da un serpente d'oro ed accostato da due rose dello stesso (citato in (19)) albero al naturale sradicato con il tronco accollato da un serpente di oro tutto su azzurro - 2 rose ai lati dell'albero di oro su azzurro (citato in LEOM) |
|        | De Simoni (Bormio) aquila di nero coronata di oro sull'oro del troncato di oro e di azzurro - scimmia seduta su un melone al naturale tenente con la zampa sinistra una rosa di rosso stelata e fogliata di verde detta scimmia accompagnata ai lati da - 2 stelle (5 raggi) di oro tutto sull'azzurro (citato in LEOM) |
|        | De Sine Barbis (Roma) (la blasonatura non è stata ancora caricata) (immagine dello Stemmario reale di Baviera.) |
|        | Desio (la blasonatura non è stata ancora caricata) (citato in DAlena) |
|        | Desma (Sicilia) inquartato: al 1° e 4° di rosso, al castello d'argento, torricellato di tre pezzi; al 2° e 3° di rosso, al leone coronato d'argento (citato in Mango) inquartato: nel l°e 4° di rosso, con un castello d'argento sormontato da tré torri merlate di tré pezzi; nel 2° e 3° di rosso con un leone coronato d'argento (citato in (27)) Notizie storiche in Famiglie nobili di Sicilia. |
|        | De Socivantis de Novaria (Novara) D'azzurro, allo scaglione rovesciato di verde, con il capo d'ro, carica di un'aquila di nero, linguata di rosso (citato in (18)) |
|        | De Solis Ciogni (Roma, Orvieto) fenice al naturale sulla sua immortalità di rosso mirante - un sole uscente dal canton sinistro del capo di oro tutto su azzurro - 5 stelle (6 raggi) di oro su croce di azzurro su argento (citato in LEOM) |
|        | De Sordo (Roma) (la blasonatura non è stata ancora caricata) (immagine dello Stemmario reale di Baviera.) |
|        | De Sorici (Roma) (la blasonatura non è stata ancora caricata) (immagine dello Stemmario reale di Baviera.) |
|        | De Sousa (Portogallo) 3 bande di rosso su oro (citato in LEOM) |
|        | De Spalamote (Roma) (la blasonatura non è stata ancora caricata) (immagine dello Stemmario reale di Baviera.) |
|        | De Spannochia (Roma) (la blasonatura non è stata ancora caricata) (immagine dello Stemmario reale di Baviera.) |
|        | De Spechi (Roma) (la blasonatura non è stata ancora caricata) (immagine dello Stemmario reale di Baviera.) |
|        | De Spelladi (Pordenone, Cordignano Veneto) 2 lune montanti poste in fascia partite di rosso e di argento su partito di argento e di rosso - 3 losanghe appuntate in sbarra di argento su azzurro (citato in LEOM) |
|        | De Spinosa o Espinosa (Messina) d'azzurro, al leone d'oro rampante contro un ramo di spine al naturale (citato in Mango) |
|        | Despres o De Pratis (Valpelline) D'oro, all'ombra di sole, di rosso (citato in (18)) |
|        | De Spucches o Spucches (Taormina, Palermo) Titolo: principe di Galati, duca di Caccamo, duca di Santo Stefano, marchese di Schysò, nobile dei principi di Galati, barone di Kaggi, S. Stefano di Briga d'azzurro al monte di tre cime d'oro carico di una stella d'argento (6 ?), sormontato da un giglio d'oro (citato in (19), in Mango e in Degli Abbati) monte a 3 cime di oro caricato da una -stella (6 raggi) di argento entrambi sormontati da - un giglio di oro tutto su azzurro (citato in LEOM) Cimiero: un vescovo vestito di bianco e mitrato, tenente con la sinistra uno stendardo dell'ordine di Montesa Tenenti: due guerrieri armati di argento, impugnanti l'uno, con la destra, lo stendardo dell'ordine di Malta; l'altro, con la sinistra, quello di Montesa Motto: Acutum splendentemque pro fide pro rege Notizie storiche in Famiglie nobili di Sicilia. |
|        | De' Stagno (Cesena) (la blasonatura non è stata ancora caricata) (citato in BLCW) Immagine in Blasone Cesenate. |
|        | De Stallis (Roma) (la blasonatura non è stata ancora caricata) (immagine dello Stemmario reale di Baviera.) |
|        | De Statis (Roma) (la blasonatura non è stata ancora caricata) (immagine dello Stemmario reale di Baviera.) |
|        | De Statis (Roma) (la blasonatura non è stata ancora caricata) (immagine dello Stemmario reale di Baviera.) |
|        | De Stavrenga (Casale ?) Palato di rosso e d'oro, di quattro pezzi (citato in (18)) |
|        | De Stefanellis (Roma) (la blasonatura non è stata ancora caricata) (immagine dello Stemmario reale di Baviera.) |
|        | De Stefani (Cremona) d'oro, alla fascia di rosso (citato in BLCR) Immagine in Blasonario Cremonese (archiviato dall'url originale il 6 marzo 2017). alias d'argento, a tre fiori di rosso, fogliati di verde e disposti 2 e 1 (citato in BLCR) Immagine in Blasonario Cremonese (archiviato dall'url originale il 6 marzo 2017). |
|        | De Stefanis (Abruzzo) (la blasonatura non è stata ancora caricata) (citato in DAlena) |
|        | De Stefanis (Montelupo, Bra) Titolo: conti di Celle Di rosso, al braccio sinistro, vestito, d'argento, tenente con la mano di carnagione un ramo di palma, di verde Motto: Non omnes (citato in (18)) |
|        | De Stefanis (Val Soana) Titolo: consignori di Salto e Priacco D'azzurro, alla banda d'argento, caricata di una corona di foglie d'olivo, di verde, accostata a due crocette di rosso, patenti, la banda accompagnata in capo da un palmizio sradicato, in punta da una pianticella di giglio di giardino, sradicata e fiorita di tre pezzi, il tutto al naturale Motto: Domine serva nos in pace (citato in (18)) |
|        | De Stefanis (Ronco Canavese, Castellamonte, Torino) Titolo: nobili D'azzurro, alla banda d'argento, caricata di una corona di foglie d'olivo, di verde, accostata a due crocette di rosso, patenti, la banda accompagnata in capo da un palmizio sradicato, in punta da una pianticella di giglio di giardino, sradicata e fiorita di tre pezzi, il tutto d'oro (citato in (18)) alias D'azzurro, alla banda d'argento, caricata di una corona di foglie d'olivo, di verde, accostata a due crocette di rosso, patenti, la banda accompagnata in capo da un palmizio sradicato, in punta da una pianticella di giglio di giardino, sradicata e fiorita di tre pezzi, il tutto al naturale (citato in (18)) corona di foglie di olivo di verde accompagnata da 2 crocette patenti di rosso su banda di argento su azzurro - albero di palma sradicato di verde in alto su azzurro - pianta di giglio di giardino sradicata di verde fiorita di 3 pezzi di argento in basso su azzurro (citato in LEOM) Motto: Domine serva nos in pace |
|        | De Stefanis (Asti) Inquartato di rosso e di argento, al leone d'oro alias Inquartato di rosso e di argento, al leone di nero Motto: Interrita virtus (citato in (18)) |
|        | De Stefanis (Ala) D'oro, alla fascia di azzurro, carica di un ramo di palma d'oro, in sbarra, la fascia accompagnata da due foglie di olivo, di verde alias D'oro, alla fascia di azzurro, carica di un ramo di palma d'oro, in sbarra, la fascia accompagnata da due foglie di olivo, d'oro Motto: Perficent superi (citato in (18)) |
|        | De Stefanis Valfré (Brà) braccio sinistro uscente da sinistra vestito di argento afferrante con la mano di carnagione una foglia di palma di verde su rosso (citato in LEOM) |
|        | De Stefano (Napoli, Ogliastro, Salerno, Roma) Titolo: marchese di Ogliastro, patrizio di Salerno troncato: 1° d'azzurro ala banda accompagnata da due stelle il tutto d'oro; nel 2° d'argento al portico di tre arcate di pietra merlate, fondato nel mare, il tutto al naturale (citato in (19)) banda di oro accompagnata da - 2 stelle (6 raggi) dello stesso poste in sbarra sull'azzurro del troncato di azzurro e di argento - portico a 3 archi di pietra al naturale fondato su mare uscente dalla punta dello stesso sull'argento (citato in LEOM) |
|        | De Stefano (Messina, Palermo) Titolo: signore di S. Giovanni; barone di S. Lorenzo d'azzurro, al castello d'oro torricellato di due pezzi, aperto e finestrato del campo, sormontato da una cometa d'oro, ondeggiante in palo (citato in Mango) alias d'argento, alla fascia d'azzurro, accompagnata da quattro stelle, ordinate in fascia nel capo e nella punta da una corona, il tutto dello stesso (citato in Mango) alias d'azzurro, al leone d'oro rampante ed appoggiato al tronco di una quercia al naturale, piantata su un ristretto di terreno (citato in (27)) Notizie storiche in Famiglie nobili di Sicilia. |
|        | De Stefanucci (Roma) (la blasonatura non è stata ancora caricata) (immagine dello Stemmario reale di Baviera.) |
|        | De Stefenelli (Naufelden (Austria), Gries di Bolzano aquila accompagnata da - 3 stelle (6 raggi) poste 1,2 tutto di rosso su oro - cervo rampante di oro su azzurro (citato in LEOM) |
|        | De Sterlich (Napoli, Penne, Villa San Romualdo) Titolo: marchesi di Cermignano Di rosso alla fascia d'argento (citato in DAlena e in (19) fascia di argento su rosso (citato in LEOM) alias troncato: nel 1° di rosso alla fascia d'argento (de Sterlich); nel 2° grembiato di rosso e d'argento, sul tutto d'oro all'aquila di nero coronata del campo (Aliprandi) (citato in DAlena) |
|        | Desticho (Venezia) (FR) Coupé d'or, à une étoile (8) de gueules, sur sinople à une étoile (8) de gueules, à la fasce d'argent, brochant sur le coupé et ch. d'une étoile (6) de gueules. (citato in JB Rietstap (archiviato dall'url originale il 18 gennaio 2018).) |
|        | De Stinco (Roma) (la blasonatura non è stata ancora caricata) (immagine dello Stemmario reale di Baviera.) |
|        | De Stipite (la blasonatura non è stata ancora caricata) (citato in DAlena) |
|        | D'Estouteville (Normandia) Burellato d'argento e di rosso, al leone di nero, coronato, armato e lampassato d'oro, attraversante sul tutto alias Inquartato, al 1° burellato d'argento e di rosso, al leone di nero, lampassato d'oro, attraversante (Estouteville), al 2° e 3° di rosso, a due fasce d'oro (Harcourt), sul tutto di Borbone alias Burellato d'argento e di rosso, al leone di nero, attraversante sul tutto alias Burellato d'argento e di rosso, al leone di nero, coronato, armato e lampassato d'oro, attraversante, con il bastone d'oro attraversante sul tutto (citato in (18)) |
|        | De Strabalatis (Roma) (la blasonatura non è stata ancora caricata) (immagine dello Stemmario reale di Baviera.) |
|        | De Stravenga (Casale ?) Palato di rosso e d'oro, di quattro pezzi (citato in (18)) |
|        | De Strobel (Bolzano) cigno al naturale ali spiegate su azzurro - fasciato di argento e di rosso (4 pezzi) - albero abete al naturale su terrazzo di verde su oro - freccia anellata di argento posta in sbarra su azzurro (citato in LEOM) |
|        | De Subbutarra (Roma) (la blasonatura non è stata ancora caricata) (immagine dello Stemmario reale di Baviera.) |
|        | De Suettaris (Roma) (la blasonatura non è stata ancora caricata) (immagine dello Stemmario reale di Baviera.) |
|        | De Sura (Roma) (la blasonatura non è stata ancora caricata) (immagine dello Stemmario reale di Baviera.) |
|        | De Sus o Di Susa (Molise) D'argento a 3 palme di rosso capovolte, poste in fascia e legate da un nastro d'azzurro (citato in DAlena) |
|        | De Sus (Napoletano) Titolo: barone d'oro, a tre foglie di rosso legate in fascia (citato in (32)) |
|        | De Susini (Roma) (la blasonatura non è stata ancora caricata) (Immagine nell' Archivio Storico Capitolino (PDF) (archiviato dall'url originale il 24 febbraio 2017).) |
|        | De Suzonis (Roma) (la blasonatura non è stata ancora caricata) (immagine dello Stemmario reale di Baviera.) |
|        | De Sylva d'argento al leone al naturale, linguato di rosso, coronato di oro Cimiero: una testa di moro (citato in Vittorio Spreti, vol. II, p. 601) |
|        | De Sylva (Roma) d'argento, al leone di rosso (Immagine nell' Archivio Storico Capitolino (PDF) (archiviato dall'url originale il 23 febbraio 2017).) |
|        | De Tallantis (Roma) (la blasonatura non è stata ancora caricata) (immagine dello Stemmario reale di Baviera.) |

### Det
| Stemma | Casato e blasonatura |
| ------ | --- |
|        | De Tarri (Roma) (la blasonatura non è stata ancora caricata) (immagine dello Stemmario reale di Baviera.) |
|        | De Tascha (Roma) (la blasonatura non è stata ancora caricata) (immagine dello Stemmario reale di Baviera.) |
|        | De Tedalinis (Roma) (la blasonatura non è stata ancora caricata) (immagine dello Stemmario reale di Baviera.) |
|        | De Teobaldis (Roma) (la blasonatura non è stata ancora caricata) (immagine dello Stemmario reale di Baviera.) |
|        | De Teulis (Roma) (la blasonatura non è stata ancora caricata) (immagine dello Stemmario reale di Baviera.) |
|        | De Thomasis (Roma) 2 ali (volo) di argento accompagnate nel canton sinistro del capo da - stella (6 raggi) di oro e uscente dalla punta da - un monte a 3 cime di argento tutto su azzurro (citato in LEOM) |
|        | De Thorao De Arenso (Val d'Aosta) Titolo: signori di Thora D'azzurro, al toro di rosso, cucito, con il capo d'argento (citato in (18)) |
|        | Deti (Firenze) D'argento, a tre crescenti volti in banda di rosso, 2.1 (citato in (16)) |
|        | Deti (Toscana) (DE) In Silber 3 liegende rote Halbmonde, 2:1 gestellt (citato in (23)) |
|        | De Tibaldeschis (Roma) (la blasonatura non è stata ancora caricata) (immagine dello Stemmario reale di Baviera.) |
|        | de Tilla (Montagano) D'azzurro al tiglio d'oro, al capo cucito di rosso caricato da una stella a sei raggi d'oro Motto: In hoc signo vinces (citato in U. Dallari - Motti araldici editi di famiglie italiane, Arnaldo Forni Editore, 1984, 82 e in C. Padiglione - Trenta Centurie di Armi gentilizie, Forni Editore Bologna, 1914, 326) |
|        | De Tillier o Du Tillier (Fénis, Aosta) Titolo: consignori di Champorcher D'argento, al tiglio nutrito sulla pianura erbosa, il tutto di verde, con il capo di rosso, carico di due chiavi, d'argento, decussate, gli ingegni all'insù e all'infuori Motto: Teredinem non sentit (citato in (18)) |
|        | De Todericis (Roma) (la blasonatura non è stata ancora caricata) (immagine dello Stemmario reale di Baviera.) |
|        | De Tolomeis (Roma) (la blasonatura non è stata ancora caricata) (immagine dello Stemmario reale di Baviera.) |
|        | De Toma (Vienna (Austria)) fascia ondata di argento su troncato di rosso e di azzurro - 2 foglie di vite di verde poste in fascia sul rosso - compasso di oro aperto punte al basso accompagnato da - 3 stelle (8 raggi) poste 2,1 le superiori di oro l'inferire di argento sull'azzurro (citato in LEOM) |
|        | De Tomarozis (Roma) (la blasonatura non è stata ancora caricata) (immagine dello Stemmario reale di Baviera.) |
|        | De Torquatis (Roma) (la blasonatura non è stata ancora caricata) (immagine dello Stemmario reale di Baviera.) |
|        | De Torres (Napoli) Di rosso a 5 torri d'argento lumeggiate d'oro ed ordinate in croce di Sant'Andrea (citato in DAlena) |
|        | De Torres (Napoli) Titolo: duca; marchese di Pizzoli; patrizio d'Aquila di rosso a cinque torri d'oro ordinate in croce di sant'Andrea (citato in (16)) di rosso a cinque torri d'oro disposte a croce di S. Andrea (citato in (22)) 5 torri poste in croce di Sant'Andrea di oro su rosso (citato in LEOM) Notizie storiche in Nobili napoletani. |
|        | De Torres (Roma) Di rosso a 5 torri d'argento aperte e finestrate di nero ed ordinate in croce di Sant'Andrea (Immagine nell' Archivio Storico Capitolino (PDF) (archiviato dall'url originale il 23 febbraio 2017).) |
|        | De Tortis (Abruzzo) D'argento ad un ramo fogliato di verde ed attorcigliato formante tre corone poste in palo (citato in DAlena) |
|        | De Tortis (Rutigliano) Titolo: nobile d'azzurro a una ritorta fogliata di tre pezzi d'oro (citato in (29)) |
|        | De Tricius (Roma) (la blasonatura non è stata ancora caricata) (immagine dello Stemmario reale di Baviera.) |
|        | De Trigari castello di oro a 2 torri fondato nel mare al naturale uscente dalla punta tutto su azzurro - 2 chiavi incrociate di argento gli ingegni all'esterno tra le 2 torri su azzurro (citato in LEOM) |
|        | De Trimie (Roma) (la blasonatura non è stata ancora caricata) (immagine dello Stemmario reale di Baviera.) |
|        | De Trinche (Roma) (la blasonatura non è stata ancora caricata) (immagine dello Stemmario reale di Baviera.) |
|        | De' Trinci o De' Trincia (Molise) D'azzurro a due teste di cavallo d'oro opposte (dorso a dorso) e annodate in un punto (citato in DAlena) |
|        | De Trogisio o De Trojano 0 De Troyes (Molise) D'argento alla banda di rosso dalla quale escono nella parte superiore tre teste di leone al naturale sormontate da tre stelle di sei punte poste 2, 1, al sole radioso di rosso uscente dalla punta dello scudo (citato in DAlena) |
|        | De Trojano o De Troyes (la blasonatura non è stata ancora caricata) (citato in DAlena) |
|        | Dettati o Dettat o Detati (Nizzardo) Titolo: consignori di Torretta Levenzo D'oro, a tre scaglioni d'azzurro, al palo del primo attraversante, carico di un leone del secondo, armato, linguato e coronato di rosso alias Partito di Dettati e di Doria (citato in (18)) |
|        | Detti (Pistoia) D'oro, alla banda di rosso (citato in (16)) |
|        | Dettori (Sassari) d'argento a due torri di rosso aperte e finestrate di nero, merlate, ciascuna di 5 pezzi alla guelfa, fondate sulla pianura di verde col capo di azzurro al sole d'oro Ornamenti esteriori: nobiliari Motto: Nondum sol occidit (citato in Vittorio Spreti, vol. II, p. 612) |
|        | Dettori (Pozzomaggiore, Torralba) d'azzurro a quattro pipistrelli al naturale sormontati da cinque stelle d'argento, il tutto ordinato in fascia ed in punta un toro al naturale, con una fune movente dall'orecchia destra e pendente sulla fronte Cimiero: elmo da nobile ornato dei lambrecchini dei colori dello scudo (citato in Vittorio Spreti, vol. II, p. 612) alias D'azzurro ai 4 pipistrelli sormontati da 5 stelle d'argento, il tutto ordinato in fascia; e in punta un bue al naturale con una fune movente dall'orecchio destro e pendente sulla fronte (citato in DAlena) |
|        | Dettori (Pozzomaggiore, Vicenza, Sassari) D'azzurro ai 4 pipistrelli sormontati da 5 stelle d'argento, il tutto ordinato in fascia; e in punta un bue al naturale con una fune movente dall'orecchio destro e pendente sulla fronte (citato in DAlena) |
|        | Dettori (Bonorva, Bosa, Padria) partito: nel 1º d'argento, al toro sdraiato sulla pianura erbosa, il tutto al naturale: esso toro in atto di guardare un fulmine al naturale moventegli contro dal canton destro del capo; nel 2º di azzurro all'urna d'oro posata sulla pianura di verde, con una colomba d'argento colle ali aperte in atto di bere dell'acqua uscente per un tubo, pure d'oro, dall'urna Cimiero: elmo da nobile ornato dei lambrecchini dei colori dello scudo (citato in Vittorio Spreti, vol. II, p. 612 e in DAlena)                                                |
|        | Dettori (Sardegna, Sassari, Roma) D'argento a due torri di rosso, aperte e finestrate di nero, merlate ciascuna di 5 pezzi, alla guelfa, fondate sulla pianura di verde ed equidistanti fra lor e dai fianchi dello scudo; il capo d'azzurro al sole d'oro Motto: Nondum sol occidit (citato in Floris e Serra e in DAlena) |
|        | De Turicque (Pisa) D'azzurro, al leone d'argento, lampassato di rosso e coronato d'oro, e alla fascia attraversante d'oro caricata di una crocetta potenziata di rosso (citato in (16)) |
|        | De Turris (Napoli) Titolo: nobili d'azzurro alla torre di nero sulla campagna al naturale, con una mano di carnagione uscente dalla destra della torre impugnante una spada d'argento, tenuta in palo (citato in (19)) torre di nero fondata su terrazzo di verde uscente dalla punta su azzurro - mano destra di carnagione uscente dal lato sinistro della torre impugnante una spada di argento posta in palo su azzurro (citato in LEOM) |

### Deu
| Stemma | Casato e blasonatura |
| ------ | --- |
|        | De Ubaldis (Roma) (la blasonatura non è stata ancora caricata) (immagine dello Stemmario reale di Baviera.) |
|        | De Urbinis (Roma) (la blasonatura non è stata ancora caricata) (immagine dello Stemmario reale di Baviera.) |
|        | De Ursina (Roma) (la blasonatura non è stata ancora caricata) (immagine dello Stemmario reale di Baviera.) |
|        | Deuzzi del Macca o Deuzzi del Macca Simoni (Firenze) D'argento, al crescente montante d'azzurro, sormontato da tre gigli di rosso ordinati fra i quattro pendenti di un lambello dello stesso (citato in (16)) (DE) In Silber 1 vierlätziger roter Turnierkragen mit je 1 roten Lilie zwischen den Lätzen und 1 liegender blauer Halbmond pfahlweise (citato in (23)) |

### Dev
| Stemma | Casato e blasonatura |
| ------ | --- |
|        | De Vacca (Roma) (la blasonatura non è stata ancora caricata) (immagine dello Stemmario reale di Baviera.) |
|        | De Vaio o De Vayo Titolo: ignori di Castel Vai (Vajo); consignori di Cavagnolo Vaiato d'argento e di nero (citato in (18)) |
|        | De Valentinis (Roma) (la blasonatura non è stata ancora caricata) (immagine dello Stemmario reale di Baviera.) |
|        | De Vallatis (Roma) (la blasonatura non è stata ancora caricata) (immagine dello Stemmario reale di Baviera.) |
|        | De Valle (Roma) (la blasonatura non è stata ancora caricata) (immagine dello Stemmario reale di Baviera.) |
|        | De Valleranis (Roma) (la blasonatura non è stata ancora caricata) (immagine dello Stemmario reale di Baviera.) |
|        | De Vannettis (Roma) (la blasonatura non è stata ancora caricata) (immagine dello Stemmario reale di Baviera.) |
|        | De Vanucci (Roma) (la blasonatura non è stata ancora caricata) (immagine dello Stemmario reale di Baviera.) |
|        | De Varallo Fasciato di rosso e d'argento, con il capo d'oro, carico di un'aquila di nero (citato in (18)) |
|        | De Varax Titolo: consignori di Bollengo, Burolo Inquartato, al 1º e 4º di vaio, al 2º e 3º di rosso Motto: Omnibus unus (citato in (18)) |
|        | De Vargas Machuca (Roma, Napoli, Spagna) 3 fasce controinnestate di azzurro su argento - bordura di 8 pezzi alternati : leone rampante di rosso coronato di oro su argento - castello a 3 torri di cui 2 affiancate di oro su rosso (citato in LEOM) |
|        | De Variis (Roma) (la blasonatura non è stata ancora caricata) (immagine dello Stemmario reale di Baviera.) |
|        | De Vasonibus (Roma) (la blasonatura non è stata ancora caricata) (immagine dello Stemmario reale di Baviera.) |
|        | De Vecchi (Finale, Modena) d'azzurro, a due vecchi vestiti di robboni rossi foderati di ermellino, colla spada al fianco, affrontati, colla testa in maestà, e sostenenti insieme uno scudetto sannitico di oro caricato di un'aquila bicipite di nero, sormontata da una corona imperiale d'oro (citato in Guelfi Camajani, p. 578 e in DAlena) |
|        | De Vecchi di azzurro alla torre finestrata e merlata di tre pezzi al naturale sormontata da una testa di donna attraversata da un albero, le cui radici escono dalla parte della torre (citato in Vittorio Spreti, vol. II, p. 190) |
|        | De Vecchi (Fiesole) Troncato: nel 1° d'oro, all'aquila dal volo spiegato di nero; nel 2° d'argento, alla croce di sant'Andrea d'azzurro, accantonata da quattro rose di rosso (citato in (16)) |
|        | De Vecchi e De Vecchi Pellati (Quattordio) Titolo: conti Troncato, al 1° d'oro, all'aquila partita di rosso e di azzurro, al 2° d'argento, all'uomo vecchio, vestito di robbone nero tenente con la destra la spada abbassata, e le bilance con la sinistra, il tutto al naturale, con la campagna d'azzurro, carica di tre stelle d'oro, ordinate in fascia (citato in (18)) |
|        | De Vecchi (Casale Monferrato, Torino, Roma) Titolo: conti di Val Cismon Partito, al 1° d'azzurro, alla daga romana posta in palo, la punta all'insù, d'argento pomata d'oro, con l'elsa carica del motto FERT in lettere maiuscole romane di nero, al 2° d'oro, al rosaio al naturale, fiorito di due rose, di rosso Motto: Numquam quiescere (citato in (18)) |
|        | De Vecchi (Roma) (la blasonatura non è stata ancora caricata) (Immagine nell' Archivio Storico Capitolino (PDF) (archiviato dall'url originale il 24 febbraio 2017).) |
|        | De Vecchi (Firenze, Roma) albero di pino sradicato di verde fruttato di oro su oro (citato in LEOM) |
|        | De Vecchi (Siena) cervo rampante di oro su azzurro - capo d'Impero (citato in LEOM) |
|        | De Vecchi (Finale Emilia) 2 vecchi barbuti al naturale in maestà vestiti di una pelandrana di rosso bordata di ermellino spada al fianco reggenti con entrambe le mani uno scudetto di oro caricato di una aquila bicipite di nero coronata alla reale di oro tutto su azzurro (citato in LEOM) |
|        | De Vecchi di Val Cismon (Casale Monferrato, Torino, Roma) daga romana di argento posta in palo manicata di oro con l'elsa di argento caricata del motto in lettere maiuscole romane di nero "F.E.R.T." tutto su azzurro - rosaio al naturale fiorito di 2 pezzi di rosso tutto su oro (citato in LEOM) |
|        | De Vecchi Pellati (Torino) aquila partita di rosso e di azzurro su oro - uomo vecchio in maestà vestito di nero afferrante con la destra di carnagione una spada e con la sinistra una bilancia al naturale su argento - 3 stelle (5 raggi) di oro su campagna di azzurro poste in fascia (citato in LEOM) |
|        | De Veccia (Roma) (la blasonatura non è stata ancora caricata) (immagine dello Stemmario reale di Baviera.) |
|        | De Vega (Abruzzo) (la blasonatura non è stata ancora caricata) (citato in DAlena) |
|        | De Vellis (Roma) (la blasonatura non è stata ancora caricata) (immagine dello Stemmario reale di Baviera.) |
|        | De Venantiis (Abruzzo) D'argento alla fascia di rosso accompagnata in capo da una cometa di neroposta in palo e nella punta da un cane passante al naturale collarinato di rosso con anello d'oro (citato in DAlena) |
|        | De Venectinis o Vendetti (Roma) (la blasonatura non è stata ancora caricata) (Immagine nell' Archivio Storico Capitolino (PDF) (archiviato dall'url originale il 24 febbraio 2017).) |
|        | De Vepera (Roma) (la blasonatura non è stata ancora caricata) (immagine dello Stemmario reale di Baviera.) |
|        | De Vera (Messina) d'argento, a tre pali ondati d'azzurro alias d'argento, a tre fasce di nero contro innestate, con la bordura di rosso, caricata di otto crocette decussate d'oro (citato in Mango) |
|        | De Vera d'Aragona (Napoli, Viareggio) Titolo: principe di Caposele, duca di Verzino, duca di Carinari / principe di Colubrano, duca di Alvito, col predicato di: Morcone, Formicola, Atina, Belmonte, Campoli, Gallinaro, Pinisco, Posta San Donato, Vicalvi, Settefrati partito nel 1° d'argento a tre fasce di nero controinnestate, con la bordura di rosso con 8 decusse d'oro (De Vera); nel 2° d'oro a 4 pali di rosso (D'Aragona) (citato in (19)) partito, nel 1° d'argento a tre fasce nere controinnestate, con la bordura rossa carica di otto decusse d'oro, 3 in capo, 2 nei fianchi e 3 in punta (de Vera); nel 2° d'oro a quattro pali vermigli (d'Aragona). Lo scudo accollato ad un'aquila bianca, coronata d'oro (citato in (16)) 3 fasce controinnestate di nero su argento - bordura di rosso caricata di 8 crocette di Sant'Andrea di oro - 4 pali di rosso su oro (citato in LEOM) Motto: Veritas vincit Notizie storiche in Nobili napoletani. |
|        | De Veraldis (Roma) (la blasonatura non è stata ancora caricata) (immagine dello Stemmario reale di Baviera.) |
|        | De Vernone (Vernone) Titolo: signori di Vernone Di rosso, a tre pali noderosi, d'oro (citato in (18)) |
|        | De Verulis (Molise) (la blasonatura non è stata ancora caricata) (citato in DAlena) |
|        | De Vetera (Roma) (la blasonatura non è stata ancora caricata) (immagine dello Stemmario reale di Baviera.) |
|        | De Vicariis (Molfetta) d'azzurro, alla banda d'argento, caricata di 3 scettri di nero (citato in ) |
|        | De Vicariis (Bari, Venosa, Rutigliano) d'azzurro alla banda d'argento caricata di rte scettri di nero (citato in (29)) |
|        | De Vicariis (Salerno) 3 scettri di nero posti in banda su banda di argento su azzurro (citato in LEOM) |
|        | De Vicariis di Santa Lucia (Salerno) Titolo: patrizio di Salerno, nobile col predicato di Santa Lucia d'azzurro alla banda d'argento caricata da tre scettri di nero (citato in (19)) |
|        | De Victoriis (Roma) (la blasonatura non è stata ancora caricata) (immagine dello Stemmario reale di Baviera.) |
|        | De Vilgarineo (Roma) (la blasonatura non è stata ancora caricata) (immagine dello Stemmario reale di Baviera.) |
|        | De Villa (Introd) D'oro, alla croce gigliata, di rosso, con il capo cuneato, di ross (citato in (18)) |
|        | De Villa Tourneuve (Ayas, Aosta) D'argento, alla torre di rosso, con il capo d'oro, cucito, carico di un'aquila, di nero (citato in (18)) |
|        | De Villacoublay (Molise) (la blasonatura non è stata ancora caricata) (citato in DAlena) |
|        | De Villata (Milano) banda di argento su trinciato di oro e di rosso - leone rampante di rosso su oro - leone rampante di oro su rosso - bordura di argento (citato in LEOM) |
|        | De Villata (Milano) lanterna al naturale su trinciato di oro e di rosso accompagnata da - 2 leopardi illeoniti di rosso su oro e di oro su rosso - spada di argento in palo punta in alto su rosso - cavallo corrente di argento su azzurro in capo (citato in LEOM) |
|        | De Villers (Molise) (la blasonatura non è stata ancora caricata) (citato in DAlena) |
|        | De Vincentiis (Molise) (la blasonatura non è stata ancora caricata) (citato in DAlena) |
|        | De Vinea d'argento, a due tralci di vite, nodriti nella pianura erbosa, accollati da un palo, piantato nella medesima, ciascuno fruttato di due pezzi, il tutto al naturale; col capo d'oro, carico di un'aquila coronata, di nero (citato in Vittorio Spreti, vol. III, p. 88) |
|        | De Vinea (Pinerolo, Rivoli) Titolo: consignori di Villarfocchiardo D'argento, al grappolo d'uva (al naturale), sormontato da un sole d'oro, cucito, orizzontale destro (citato in (18)) |
|        | De Vio (Gaeta) Titolo: nobili di Gaeta trinciato d'oro e di rosso al leone di verde attraversante (citato in (19)) leone rampante di verde su trinciato di oro e di rosso (citato in LEOM) |
|        | De Vipera (Roma) (la blasonatura non è stata ancora caricata) (immagine dello Stemmario reale di Baviera.) |
|        | De Viry Titolo: signori di Bastia e Carassone Palato d'argento e d'azzurro di sei pezzi alias Palato d'argento e d'azzurro di sei pezzi, a tre bande di nero Motto: A virtute viri (citato in (18)) |
|        | De Visaggio (Molfetta) interzato in palo, il 1° e 3° di rosso, il 2° d'azzurro, caricato di 3 monti d'argento, quello di mezzo più alto, col capo d'oro caricato di un'aquila rivoltata e spiegata di nero (citato in ) |
|        | De Vitelleschi (Roma) (la blasonatura non è stata ancora caricata) (immagine dello Stemmario reale di Baviera.) |
|        | De Vito Piscicelli o De Vito Piscicelli Taeggi (Napoli) Titolo: conte di Collesano partito: nel 1° d'oro al pino nodrito sulla vetta di un monte di tre cime di verde, col tronco accollato ad un tralcio di vite e sostenuto da due leoni affrontati, il tutto al naturale (de Vito); nel 2° d'azzurro alla banda cuneata di rosso e d'argento, accostata in capo da un pesce al naturale, posto in banda (Piscicelli) (citato in (22)) albero di pino nodrito sul più alto di 3 monti al naturale uscenti dalla punta accollato da un tralcio di vite e accompagnato da 2 leoni controrampanti il tutto al naturale su oro - banda cuneata di rosso e di argento accompagnata in alto a destra da un pesce al naturale posto in banda tutto su azzurro (citato in LEOM) Notizie storiche in Nobili napoletani. |
|        | De Viventis (Roma) (la blasonatura non è stata ancora caricata) (immagine dello Stemmario reale di Baviera.) |
|        | De Vivo (Napoletano) d'azzurro, al leone d'argento, sostenuto dal monte centrale, più elevato, di tre monti dello stesso uscenti dalla punta, tenente una spada, pure d'argento, posta in palo e sormontato da tre stelle a 12 punte, male ordinate nel capo; alla banda di rosso attraversante sul tutto (citato in (22)) |
|        | De Vivo (Napoletano) d'argento, alla banda di rosso caricata da tre gigli d'oro, accompagnata da tre foglie al naturale poste due nel capo ed una nella punta (citato in (32)) |
|        | d'Evoli Inchiavato di quattro pezzi di nero su tre pezzi e due metà d'argento (citato in DAlena) |
|        | Devoto (Buenos Ayres, Lavagna, Roma) albero di olivo fruttato di oro accompagnato da - 2 covoni (fasci) di spighe al naturale su terrazzo di verde su argento (citato in LEOM) |
|        | De Vulliod (Yenne (Francia)) Titolo: baroni D'azzurro, al decusse d'argento (citato in (18)) croce di Sant'Andrea di argento su azzurro (citato in LEOM) |

### Dey
| Stemma | Casato e blasonatura |
| ------ | --- |
|        | D'Eyssautier (Livorno) D'azzurro, a tre fasce ondate d'argento, e al capo d'oro caricato di tre rose di rosso (citato in (16)) |

### Dez
| Stemma | Casato e blasonatura |
| ------ | --- |
|        | De Zanetti (Venezia, Reggio Emilia, Roma) inquartato: nel 1º e 4º d'azzurro al giglio d'oro; nel 2º e 3º d'argento a tre pini nodriti su tre monticelli, il tutto di verde; sul tutto d'oro all'aquila di nero, coronata del campo (citato in Vittorio Spreti, vol. I, p. 999) aquila di nero coronata di oro su scudetto di oro su - giglio di oro su azzurro - monte a 3 cime di verde uscente dalle partizioni ciascuna cimata da un albero di pino silvestre dello stesso su argento (citato in LEOM)          |
|        | De Zanna (Cortina d'Ampezzo) croce trifogliata latina trinciata di rosso e di argento 6 corone accostate alla croce a 3 a 3 di oro su scudetto trinciato di argento e di rosso su - torre di rosso finestrata di nero su argento - torre di argento finestrata di nero su rosso - croce trifogliata latina partita di rosso e di argento accompagnata da 3 rose dello stesso su partito di argento e di rosso - in capo colomba di argento in volo su un insieme di nuvole al naturale in cerchio (citato in LEOM) |
|        | De Zayas (Palma di Majorca (Spagna)) 5 torri di oro poste in croce di Sant'Andrea su azzurro (citato in LEOM) |
|        | D'Èze (Nizzardo) Titolo: consignori de La Turbia D'argento, al leone di rosso, con la banda d'azzurro attraversante, caricata in capo da un giglio d'oro (citato in (18)) |
|        | De Zecha (Roma) (la blasonatura non è stata ancora caricata) (immagine dello Stemmario reale di Baviera.) |
|        | De Zeffiro (Roma) (la blasonatura non è stata ancora caricata) (immagine dello Stemmario reale di Baviera.) |
|        | De Zhuber di Okrog (Gorizia monte appuntito di verde uscente dalla punta reggente un anellone di nero su cui è appollaiata una civetta posta in maestà di oro tutto su rosso (citato in LEOM) |
|        | De Zigno (Padova) giglio di argento su banda di azzurro su scudetto di oro su - aquila di nero coronata di oro su oro - cavaliere armato di tutte pezze su cavallo galoppante di argento tenente in destra una spada al naturale tutto su verde - su leone rampante di rosso su oro (citato in LEOM) |
|        | De Ziller (Sanzeno, Padova) cane levriero rampante al naturale nascente da una nuvola dello stesso collarinato di rosso su troncato di oro e di rosso (citato in LEOM) |
|        | De Zocholis (Roma) (la blasonatura non è stata ancora caricata) (immagine dello Stemmario reale di Baviera.) |

### Dh
| Stemma | Casato e blasonatura |
| ------ | --- |
|        | D'Hallot (Francia, Torino) Titolo: conti di Mussano; signori di Dorzano D'argento, a due fasce di nero, sormontate da tre anelletti dello stesso, ordinati in fascia (citato in (18)) |
|        | D'Harcourt, De Arcatore, De Arcore, D'Arcour (Torino) inquartato: al 1º e 4º d'azzurro all'aquila coronata di oro; al 2º e 3º di rosso, all'arco di oro, teso e incoccato, posto in sbarra (citato in Vittorio Spreti, vol. III, p. 658 e 659) aquila coronata di oro su azzurro - arco incoccato posto in banda di oro su rosso (citato in LEOM) Cimiero: un leone d'oro, nascente, tenente nella destra un martello, colla sinistra tre dardi impugnati, l'uno e gli altri di ferro, al naturale Motto: Souvenir me tue |
|        | D'Havard o D'Havart (Nogent-le-Roy, Torino) Titolo: marchesi di Gambasca e Rifreddo; consignori di Borgaro, Villanova Solaro D'azzurro, alla banda d'oro, carica da tre crocette, di nero, e accompagnata da sei conchiglie, d'oro, ordinate in cinta alias Di rosso, alla banda d'oro, inferriata di nero, accompagnata da sei conchiglie, d'argento, ordinate in cinta alias Di rosso, alla banda d'oro, carica di tre decusse, di nero, accompagnata da sei conchiglie d'argento, ordinate in cinta (citato in (18)) |
|        | D'Havet (Lorena) d'azzurro a tre stelle di otto raggi d'oro (2, 1) (citato in Vittorio Spreti, vol. III, p. 661) 3 stelle (8 raggi) di oro poste 2,1 su azzurro (citato in LEOM) |
|        | Dho (Triora, Milano, Seveso) Titolo: nobili Troncato, al 1° d'argento, al castello di rosso, torricellato di due, merlato alla guelfa, mattonato di nero, aperto e finestrato del campo, sormontato da un leone d'azzurro, tenente con la branca destra un giglio, di rosso, con la sinistra un ramoscello d'olivo, di verde, al 2° d'oro, a due sbarre d'azzurro, ciascuna carica di una stella d'oro (citato in (18)) leone rampante di azzurro giglio di rosso in destra ramo di verde in sinistra su - castello (2 torri) di rosso su argento - 2 sbarre di azzurro caricate da 2 stelle (5 raggi) di oro su oro (citato in LEOM) Motto: In luce graditur |
|        | D'Horrer (Forlì, Milano) inquartato: nel 1º e 4º di rosso alla spada al naturale attraversata da una fascia di argento, caricata di tre gigli d'azzurro, ordinati 1 e 2; nel 2º e 3º di verde, alla banda d'argento con due fiori di oro posti ai due lembi della banda; sul tutto d'azzurro allo scaglione d'oro accompagnato in capo da due stelle (6) dello stesso ed in punta da una rosa di argento (citato in Vittorio Spreti, vol. III, p. 670) scaglione di oro accompagnato da - 2 stelle (6 raggi) dello stesso poste in fascia in alto e da - rosa di argento in basso tutto su scudetto di azzurro su - 3 gigli di azzurro posti 1,2 su fascia di argento su - spada posta in palo al naturale punta in alto su rosso - 2 coppie di fiori di oro posti ai 2 lembi di una banda di argento su verde (citato in LEOM) Ornamenti: esteriori da Conte Palatino Motto: Nec flecti nec frangi |
|        | D'Humbourg (Firenze) D'argento, alla fascia di rosso caricata dell'agnello pasquale passante del campo alias D'argento, allo scaglione di rosso sormontato da due rose dello stesso bottonate del campo, e accompagnato in punta dall'agnello pasquale passante al naturale portante una bandiera di rosso crociata d'argento (citato in (16)) |

### Dia
| Stemma | Casato e blasonatura |
| ------ | --- |
|        | Diaceto (Napoli) (la blasonatura non è stata ancora caricata) (Immagine nella Raccolta stemmi Trippini (JPG).) |
|        | Di Alagni (Napoletano) (la blasonatura non è stata ancora caricata) (d'oro, alla croce di rosso) (citato in (22)) |
|        | Dialey o Dialley (Verres) D'argento, al ginepro sostenente un tordo, il tutto al naturale (citato in (18)) |
|        | Di Altessano (Cavour, Moncalieri) Titolo: signori di Bonavalle, Cervere; consignori di Altessano D'azzurro, al palo a spina pesce, accompagnato da due stelle, il tutto d'argento alias D'azzurro, al palo d'argento, caricato di una fascia diminuita, cuneata, di rosso, accompagnato in capo da due stelle (8) d'oro (citato in (18)) |
|        | Dialti (Veroli) luna rivolta di argento su argento - 3 stelle (8 raggi) di oro poste in fascia su argento - aquila di nero su oro - 2 sbarre di oro su rosso (citato in LEOM) |
|        | Diamante (Messina) d'azzurro, al braccio destro vestito di rosso, la mano di carnagione, tenente col pollice e l'indice un diamante al naturale, accompagnato nel capo da tre stelle ordinate d'oro, e da un monte di tre cime dallo stesso, movente dalla punta (citato in Mango) braccio destro vestito di rosso uscente da destra tenente con il pollice e l'indice di carnagione un diamante al naturale su azzurro - 3 monti al naturale uscenti dalla punta di oro il centrale più alto - 3 stelle (6 raggi) di oro poste in fascia in alto (citato in LEOM) |
|        | Diamanti (Pistoia) D'azzurro, al monte di sei cime d'oro, e alla banda scaccata di due file d'argento e di rosso, attraversante (citato in (16)) |
|        | Di Amici o Castelazi (Modena, Ferrara) (la blasonatura non è stata ancora caricata) (citato in UNFE) Immagine nella Biblioteca Estense Universitaria (id. 819). |
|        | Di Amici o Castelazi (Modena, Ferrara) (la blasonatura non è stata ancora caricata) (citato in UNFE) Immagine nella Biblioteca Estense Universitaria (id. 816). |
|        | Di Amici o Castellazzi (Modena) (la blasonatura non è stata ancora caricata) (citato in UNFE) Immagine nella Biblioteca Estense Universitaria (id. 1670). |
|        | Di Amici o Castelazi (Modena) (la blasonatura non è stata ancora caricata) (citato in UNFE) Immagine nella Biblioteca Estense Universitaria (id. 1522). |
|        | Dian o Diana (Savoia) D'oro, alla banda d'azzurro, carica di tre stelle del campo (arma antica) alias D'azzurro, a tre stelle d'oro, poste in banda, accostate da due filetti d'argento (citato in (18)) |
|        | Diana (Napoli) inquartato: al 1º e 4º di rosso alla gemella in iscaglione accompagnata in capo da due ed in punta da una stella di sei raggi il tutto d'oro; al 2º e 3º di argento al leone al naturale con la testa rivoltata (citato in Vittorio Spreti, vol. II, p. 613) |
|        | Diana (Sordara, Collinas, Lasplassas, San Gavino, Mongongiori, Cagliari, Mandas, Simala) troncato: al 1º di azzurro al monte al naturale sormontato da una cometa d'argento ondeggiante in fascia verso sinistra, attorniata da sette stelle dello stesso; al 2º di verde alla cascina, dal mezzo della quale esce una palma, il tutto al naturale; la cascina accostata da due torri pure al naturale; ed il tutto fondato sulla campagna d'argento Cimiero: elmo da nobile ornato dei lambrecchini dei colori dello scudo (citato in Vittorio Spreti, vol. II, p. 613, in Floris e Serra e in DAlena) |
|        | Diana (Sicilia) Titolo: barone di Cefalù; marchese Bonaccorsi; duca di Cefalù (d'azzurro, alla fascia d'oro accompagnata da tre stelle a otto raggi dello stesso, poste 2 e 1) (citato in Mango) alias d'azzurro, e una fascia d'oro accompagnata da tre stelle (5) dello stesso poste due in capo ed una in punta (citato in (27)) alias d'azzurro, alla fascia d'oro caricata da una stella del campo, e accompagnata da cinque stelle del secondo, 3 e 2 (citato in Mango e in (27)) stella (6 raggi) di azzurro su fascia di oro su azzurro - 5 stelle (6 raggi) di oro su azzurro poste 3,2 (citato in LEOM) Corona di duca Notizie storiche in Famiglie nobili di Sicilia. Ulteriori notizie storiche in Famiglie nobili di Sicilia. |
|        | Dias o Diaz o Dies o Diez (Sicilia) inquartato in croce di S. Andrea; in capo e in punta d'azzurro, alla torre merlata di cinque pezzi d'oro, aperta e finestrata di nera; ai fianchi d'argento, al pino al naturale, sinistrato da un cane passante di nero (citato in Mango) alias inquartato in croce di s.Andrea; il capo e la punta d'azzurro, con un castello a tré torri d'oro merlate di tre pezzi, fiancheggiati d'argento con un albero di pino ai naturale accompagnato da un cane passante di nero (citato in (27)) Notizie storiche in Famiglie nobili di Sicilia. |
|        | Diaz (Ossi, Sorso, Tissi, Cagliari) Inquartato in decusse; nel 1° di rosso; nel 2° d'oro all'albero di pino al naturale sinistrato da un capro passante di nero; nel 3° d'azzurro; nel 4° di nero. Sul tutto una torre merlata di 5 pezzi aperta e finestrata di nero (citato in Vittorio Spreti, vol. II, p. 614 e in DAlena) |
|        | Diaz (Assi, Sorso, Tissi) torre di oro merlata di 5 pezzi alla guelfa su azzurro - albero di pino sradicato al naturale su argento - cane di nero passante su argento (citato in LEOM) |
|        | Diaz (Napoli) Titolo: Duca della Vittoria d'azzurro all'aquila al naturale accompagnata da 4 gigli d'oro, uno per ciascun canto dello scudo, con due spade alla lama d'argento con la punta volta all'insù, con l'elsa d'oro, poste in croce di S. Andrea in punta dello scudo Cimiero: la vittoria alata d'argento Motto: Amor vicit et fides (citato in Vittorio Spreti, vol. II, p. 614) |

### Dib
| Stemma | Casato e blasonatura |
| ------ | --- |
|        | Di Baccino (Toscana) (DE) Durch 1 grünes Kreuz rot-blau geviert (citato in (23)) |
|        | Di Bacco (Roma) D'oro, a due clave d'Ercole decussate al naturale, accantonate da quattro stelle rosse ad otto punte (citato in (33) Volume I, pag. 465) |
|        | Di Badalone (Toscana) (DE) 6mal rot-gold-silber-schwarz-silber-gold-silber gespalten (citato in (23)) |
|        | Di Badalone o Giovanni di Maso (Toscana) (DE) 2mal geteilt: Im oberen Platz 2 Scheiben, im mittleren und unteren Platz je 1 Scheibe oder 1 Balken, belegt mit 1 Scheibe und begleitet oben von 2 Scheiben, unten von 1 Scheibe (citato in (23)) |
|        | Di Badalone (Toscana) (DE) In Gold 1 mit 1 silbernen Stab belegter schwarzer Pfahl (citato in (23)) |
|        | Di Bagnara o Di Bagnaria Titolo: signori di Bagnara (Bagnaria); consignori di Castelnuovo Scrivia Scaccato d'azzurro e di rosso, di venti pezzi in cinque file orizzontali di 4 ciascuna (citato in (18)) |
|        | Di Bagnolo (Bagnolo) Titolo: signori di Bagnolo Di [...] al leone rivoltato di [...] (citato in (18)) |
|        | Di Balbano (Sicilia, Molise) D'oro alla fascia di nero accompagnata da tre api d'azzurro, due nel capo affrontate ed una rivolta nella punta (citato in DAlena) |
|        | Di Baldese (Toscana) (DE) In Blau 2 goldene Schrägbalken, begleitet von je 1 achtstrahligen goldenen Stern im linken Obereck und im rechten Untereck (citato in (23)) |
|        | Di Baldo (Toscana) (DE) In Rot 1 goldener Löwe, im rechten Obereck begleitet von 1 goldenen Lilie (citato in (23)) |
|        | Di Baratonia (Torino) Titolo: visconti di Baratonia e Vallo, Varisella; signori di Druento, Fiano, Givoletto, La Cassa, Lemie, Monasterolo, Villarfocchiardo, Viù; consignori di Ala, Balangero, Chialamberto, Usseglio D'azzurro, all'aquila d'oro (citato in (18)) |
|        | Di Barbarano (Molise) d'argento al leone rampante (d'oro ?) coronato di nero (citato in DAlena) |
|        | Di Barengo Troncato d'argento e di rosso, a due viti nutrite nella pianura erbosa, con i tralci decussati tre volte (citato in DAlena) |
|        | Di Barge (Barge) Titolo: signori di Cervignasco, Fontanile, Manta, Scarnafigi, Torre S. Giorgio; consignori di Barge, Cantogno Trinciato di rosso e d'oro (citato in DAlena) |
|        | Di Barna (Siena) D'oro, allo scaglione d'azzurro, caricato di cinque stelle a sei punte del campo, e cimato da un gallo ardito di nero (citato in (16)) |
|        | Di Baro o De Bar (Molise) D'azzurro seminato di crocette ricrociate col piede aguzzo a due pesci barbi addossati in palo il tutto d'oro (citato in DAlena) |
|        | Di Barrasio o De Barras (Molise) (la blasonatura non è stata ancora caricata) (citato in DAlena) |
|        | Di Bartolino (Firenze) Di..., al semivolo abbassato di... (citato in (16)) |
|        | Di Bartolo o Bartoli (Sicilia) spaccato con la fascia in divisa d'argento, orlata di rosso; nel 1° d'azzurro, al monte di tre cime d'oro, sormontato dalla colomba volante d'argento, con tre stelle dello stesso, ordinate nel capo; nel 2° d'azzurro, alla corona d'alloro d'oro (citato in Mango) |
|        | Di Bartolo (Toscana) (DE) 3 Balken, der obere überdeckt von 1 ringsum mit 1 Blätterkranz umsäumten ovalen Schild, belegt mit 1 Löwen (citato in (23)) |
|        | Di Bartolo (Toscana) (DE) In Silber 1 rot-schwarz geteilter Löwe (citato in (23)) |
|        | Di Bartolo (Toscana) (DE) Unter 1 blauen Schildhaupt, darin 1 dreilätziger roter Turnierkragen mit je 1 goldenen Lilie zwischen den Lätzen (Capo d'Angiò), 3 Wellenbalken (citato in (23)) |
|        | Di Bartolo (Toscana) (DE) Gespalten: Rechts in Silber 3 rote Wellenbalken, links in Silber 3 schwarze Balken und 1 schwarze verkürzte Leiste? (citato in (23)) |
|        | Di Bartolo (o Bartoli Toscana) (DE) In Silber? 1 silberner? Pfahl, der Figur nach belegt mit 3 roten Lilien und beidseitig begleitet von je 1 roten Rose (citato in (23)) |
|        | Di Bartolo (Toscana) (DE) Zwischen 1 roten Schildhaupt und 1 roten Schildfuß 1 Schrägkreuz, bewinkelt von 4 Scheiben (citato in (23)) |
|        | Di Bartolo (Toscana) (DE) 1 oberhalbe Scheibe oben begleitet von 3 fächerförmig gestellten gestürzten Pfeilen (citato in (23)) |
|        | Di Bartolomeo (Toscana) (DE) Gespalten: Rechts in Rot 3 2:1 gestellte goldene Lilien, links rot-gold geschacht (citato in (23)) |
|        | Di Bartolomeo (Toscana) (DE) In Blau 1 naturfarbener Laubbaum, gehalten von 2 aus dem linken Schildrand hervorkommenden bekleideten Rechtarmen (citato in (23)) |
|        | Di Bartolomeo (Toscana) (DE) Unter 1 silbernen Winkelschildhaupt, darin 1 naturfarbener Laubbaum, in Rot in der Schildfußstelle 1 silberne Scheibe, belegt mit 1 blauen Lilie (citato in (23)) |
|        | Di Batino (Toscana) (DE) In Blau 1 silberner? Elefant mit Bauchgurt, besetzt mit 1 gezinnten silbernen? Turm, dieser besetzt mit 2 gekreuzten silbernen? Fahnen (citato in (23)) |
|        | Di Battimane (Firenze) D'azzurro, al leone d'oro, armato e lampassato di rosso, tenente in sbarra una pala d'argento volta in basso (citato in (16)) |
|        | Di Baviera (Senigallia, Bologna) inquartato: nel 1º e 4º fusellato in banda di azzurro e d'argento; nel 2º e 3º di nero al leone d'oro coronato e linguato di rosso (citato in Vittorio Spreti, vol. , p. 534) |
|        | Di Belcair (Molise) (la blasonatura non è stata ancora caricata) (citato in DAlena) |
|        | Di Bella o Di Bello (Sicilia) spaccato, con la fascia d'oro sulla partizione: nel 1° d'azzurro a tre stelle ordinate d'oro; nel 2° d'azzurro, a tre bande d'oro (citato in Mango) |
|        | Di Bellante (Abruzzo) (la blasonatura non è stata ancora caricata) (citato in DAlena) |
|        | Di Bello (Toscana) (la blasonatura non è stata ancora caricata) (citato in (23)) |
|        | Di Belmonte (Molise) Di verde alla banda di rosso accompagnata da due stelle di 5 raggi d'oro poste in banda e da un monte a 3 cime ristrette d'argento uscente dalla sinistra della punta (citato in DAlena) |
|        | Di Belriguardo (Toscana) (DE) Durch 1 eingebogene erniedrigte Spitze blau-gold geteilt, oben 2 strahlende gesichtete goldene Sonnen balkenweise, unten 1 schwarzer Adler (citato in (23)) |
|        | Di Bene (Firenze) D'argento, a due leoni affrontati d'oro, sostenenti una ruota di rosso (citato in (16)) |
|        | De Benedetto (Chioggia) (la blasonatura non è stata ancora caricata) (citato in Araldica gentilizia (archiviato dall'url originale il 6 novembre 2005).) |
|        | Di Benedetto (Sicilia) inquartato: nel 1° e 4° d'argento, all'aquila spiegata di nero, afferrante con gli artigli un tridente dello stesso: nel 2° e 3° di rosso, al leopardo illeonito d'oro (citato in Mango) |
|        | Di Benintendi (Firenze) Di..., a tre mazze d'arme a testa rotonda di..., legate di..., poste in banda basse e ordinate l'una sull'altra (citato in (16)) |
|        | Di Benuccio (Firenze) Di..., al cervo saliente di nero (citato in (16)) |
|        | Di Benvenuto (Toscana) (DE) In Rot 1 silberner Balken (citato in (23)) |
|        | Di Berto (Firenze) Di..., all'ancora di..., accompagnata da tre stelle a otto punte di..., 2.1 (citato in (16)) |
|        | Di Besozzo (Milano) Titolo: conti; signori di Invorio, Mirasole; consignori del Vergante Di rosso, all'aquila d'oro, linguata del campo alias Di rosso, all'aquila coronata, d'oro (citato in (18)) |
|        | Di Betto (Firenze) D'argento, al monte di sei cime di rosso, e alla banda attraversante d'azzurro alias Di rosso, al monte di sei cime d'oro, e alla banda attraversante d'azzurro (citato in (16)) |
|        | Di Betto (Firenze) Di..., al leone di... (citato in (16)) (DE) 1 stehender hersehender Löwe (citato in (23)) |
|        | Di Betto (Toscana) (DE) In Silber 1 schwebender schwarzer Sechsberg, überdeckt von 1 blauen Schrägbalken, dieser der Figur nach belegt mit 3 goldenen Lilien (citato in (23)) |
|        | Di Betto (Toscana) (DE) Unter 1 blauen Schildhaupt, darin 1 silberne Scheibe belegt mit 1 roten Kreuz und beidseitig begleitet von je 1 achtstrahligen goldenen Stern, in Silber 3 schwarze Pfähle (citato in (23)) |
|        | Di Betto (Toscana) (DE) In Gold 3 rote Lilien, 2:1 gestellt (citato in (23)) |
|        | Di Bevagna (Napoletano) (la blasonatura non è stata ancora caricata) (citato in (22)) |
|        | Di Biandrate o De Blandrate (Biandrate) Titolo: marchesi di Bagnasco (1723), Balzola (1609), Bossolasco (1471), Farigliano (1616), Foglizzo (1616), Garessio (1616), Rivarolo (1613), S. Marzano (1616), Strevi (1771), Volpiano (1604); conti di Alice Belcolle, Balangero, Biandrate, del Canavese, Chieri, Ivrea, Maranzana, Masino, Moriondo, Ormea, Pombia, Porcile, Roddi, S. Giorgio, Valperga, Vesime; baroni di Châtellargent, S. Marzanotto; signori di Albano, Andezeno, Arborio, Balocco e Bastia, Boca, Borgomanero, Bozzole, Briga, Buttigliera, Caluso, Canale, Candelo e Benna, Caramagna, Casanova Elvo, Castagnito, Castano Primo, Castelletto Ticino, Castellengo, Castelrocchiero, Castino, Cavagliano, Cavaglio, Cerano, Cessole, Collobiano, Corio, Corsione, Cossato, Fisrengo, Fontanile, Intra, Invorio Inferione e Superiore, Mathi, Mongrando, Montalenghe, Monteu Roero, Montiggio, Mosezzo, Mottalciata, Murialdo, Orio, Ossola Inferiore e Superiore, Pallanza, Pogno, Poirino, Quinto, Roasenda, Salussola, S. Giorgio Scarampi, S. Stefano Roero, Sciolze, Serralunga, Serravalle Sesia, Settimo Torinese, Soglio, Stoerda, Ternavasio, Terzo, Ticinetto, Tonengo, Val Sesia, Valle Anzasca, Vernone, Vestignè, Villanova d'Asti; consignori di Banna, Bosia, Castelnuovo, Cereseto, Ceresole, Corveglia, Cuccaro, Dusino, Lanzo, Mombasiglio, Monesiglio, Monteu da Po, Niella, Ottiglio, Ozegna, Piazzo, Piea, Riva, Roascio, Treville Di rosso, al cavaliere d'argento, con la spada sguainata (citato in (18)) |
|        | Di Biliotto (Firenze) partito e troncato cuneato d'argento e d'azzurro, alla crocetta vuota di rosso posta nel primo quarto. (citato in (8) e in (16)) (DE) Silber-blau gespalten und im Zahnschnitt geteilt: In Platz 1 1 rot bordiertes silbernes Kreuz (citato in (23)) |
|        | Di Billì d'argento, allo scaglione di rosso, accompagnato da tre accoppiate di un'oliva e una ghianda di verde, legate di rosso (citato in F. Di Montauto, p. 95) |
|        | Di Bindo (Firenze) Di..., al liocorno inalberato di... (citato in (16)) |
|        | Di Biondo (Pistoia) D'azzurro, alla fascia d'oro, accompagnata da quattro gigli bottonati dello stesso, 2.2 (citato in (16)) |
|        | Di Bisceglia (Napoletano) (la blasonatura non è stata ancora caricata) (citato in (22)) |
|        | Di Blasi o De Blasio (ramo di Palermo e Messina) (Messina, Castelvetrano, Palermo) Titolo: marchese di Camporeale d'azzurro, all'albero d'oro, terrazzato di verde, sinistrato dal leone del secondo, rampante contro il tronco, e sormontato nel capo da una cometa d'argento, posta in banda (citato in Vittorio Spreti, vol. II, p. 93 e in (19)) d'azzurro, all'albero d'oro, terrazzato di verde, sinistrato dal leone del secondo, rampante contro il tronco, e sormontato nel capo da una cometa d'argento, posta in banda (citato in Mango) |
|        | Di Blasi o De Blasio (ramo dei baroni della Salina) (Messina, Castelvetrano) Titolo: baroni di Salina d'azzurro, alla fascia d'oro, accompagnata in capo da una cometa ondeggiante in fascia, ed in punta da una stella, il tutto d'oro (citato in Vittorio Spreti, vol. II, p. 93, in (19) e in (27)) d'azzurro, alla fascia d'oro, accompagnata in capo da una cometa ondeggiante in fascia, ed in punta da una stella; il tutto d'oro (citato in Mango) Notizie storiche in Famiglie nobili di Sicilia. |
|        | Diblasi o Di Blasi (Trapani, Salemi) Titolo: barone di Diesi, Sparacia, Torre, Salina, Aquila; marchese di Blasi d'azzurro, con una fascia accompagnata in capo da una cometa ondeggiante in palo, ed in punta da due stelle, il tutto d'oro (citato in (27)) Notizie storiche in Famiglie nobili di Sicilia. Ulteriori notizie storiche in Famiglie nobili di Sicilia. |
|        | Di Boccaccio (Toscana) (DE) Unter 1 rot unterstützten und unten mit 2 roten Lätzen besetzten goldenen Schildhaupt in Silber 1 goldener Vierbeiner (citato in (23)) |
|        | Di Boglio o De Beuil (Nizzardo) Titolo: baroni di Boglio; signori di Belvedere, Dosfraires, Faraone, Rimplas, Valdeblora D'oro, alla cometa di 16 raggi, di rosso alias Di rosso, alla stella (16) d'oro (citato in (18)) |
|        | Di Bojano o Da Boiano (Molise) (la blasonatura non è stata ancora caricata) (citato in DAlena) |
|        | Di Bollate (Milanese) Palato, il I, III e V palo di rosso, il II, IV e VI palo carico di due file verticali di pelli d'ermellino, al naturale, con gli interstizi fra l'una e l'altra pelle di verde chiaro, con il capo d'argento, carico di una lettera B, di nero alias Palato d'argento e di rosso, con il capo d'argento, carico di una lettera B, di nero (citato in (18)) |
|        | Di Bonaccorso (Firenze) Di nero, alla croce di rosso, accantonata da quattro gigli dello stesso (citato in (16)) |
|        | Di Bonaguida (Firenze) D'argento, alla banda doppiomerlata di rosso (citato in (16)) |
|        | Di Bonsignore (Firenze) Inquartato di nero e d'argento, alla croce di Pisa dell'uno nell'altro (citato in (16)) |
|        | Di Bonsignore o Di Cambio di Bene o Di Bonsignore di Cambio di Bene (Toscana) (DE) Silber-blau schräggeteilt, oben 1 blaue Rose (citato in (23)) |
|        | Di Bosco (Abruzzo) (la blasonatura non è stata ancora caricata) (citato in DAlena) |
|        | Di Brazzà Cergneu Savorgnan (Roma, Brazzà, Soleschiano) Titoli: Nobile, Conte, Signore di Brazzà e Cergneu, Nobile romano, Patrizio sabino inquartato: al 1º e 4º d'argento al palo di nero (Cergneu); al 2º di rosso al destrocherio d'argento, armato; al 3º al sinistrocherio d'argento, armato (Brazzà); sul tutto di rosso, alla bandiera bifida d'argento astata d'oro posta in banda (Savorgnan) Cimiero: due proboscidi, una di nero ed una d'argento fra un volo d'argento, ciascun semivolo alla carica di un palo di nero (citato in Vittorio Spreti, vol. II, p. 180) |
|        | Di Breganze (Vicenza) Titolo: Nobile dell'I. A. inquartato: al 1º e 4º d'azzurro al ramo d'olivo al naturale, fruttato d'oro, posto in banda ed uscente dal lato destro; al 2º d'oro alla mezzaluna rivoltata accompagnata da tre stelle d'azzurro, una a destra e due a sinistra; al 3º d'oro alla torre merlata di rosso, aperta e finestrata di due del campo Cimiero: tre penne di struzzo, d'azzurro, d'oro e di rosso Motto: Bien faire et laisser dire (citato in Vittorio Spreti, vol. II, p. 181) |
|        | Di Brianzio (Molise) (la blasonatura non è stata ancora caricata) (citato in DAlena) |
|        | Di Brittolo (Molise) (la blasonatura non è stata ancora caricata) (citato in DAlena) |
|        | Di Brocchetti (Roma, Napoli) di azzurro all'albero di palma reciso, sostenuto a sinistra da un leone il tutto d'oro, col capo scaccato d'argento e di rosso (citato in Vittorio Spreti, vol. II, p. 189) |
|        | Di Brunaccino (Toscana) (DE) In Gold 1 blaues Schrägkreuz (citato in (23)) |
|        | Di Brunswick Titolo: marchesi di Occimiano (1589); signori di San Giorgio Monferrato; consignori di Conzano Due leopardi uno sopra l'altro d'oro, armati e linguati d'argento, in campo rosso alias Partito di uno, troncato di due: al 1° di Brunswick, al 2° di Luneburg (D'oro, seminato di cuori di rosso, al leone d'azzurro, lampassato del secondo, attraversante sul tutto), al 3° di Everstein, al 4° di Homburg (di rosso, al leone d'oro, alla bordura composta d'azzurro e d'argento), al 5° di Hoya, al 6° di Bruckhausen (citato in (18)) |
|        | Di Buccio (Molise) (la blasonatura non è stata ancora caricata) (citato in DAlena) |
|        | Di Buonaccorso o Di Buonaccorso Medico (Toscana) (DE) In Schwarz 1 rotes Kreuz, bewinkelt von je 1 roten Lilie (citato in (23)) |
|        | Di Buto (Firenze) Di…, alla forcella d'archibugio di… (citato in (16)) |